# 寄生獣
『寄生獣』（きせいじゅう）は、岩明均による日本の漫画。1989年に『モーニングオープン増刊』（講談社）にてF号からH号まで全3話の中編作品として連載された後、続きの第4話以降が『月刊アフタヌーン』（同）に1990年1月号から1995年2月号にかけて連載された。

## 概要
単行本はアフタヌーンKCより全10巻が発行された。2003年には連載時のカラーページを収録した完全版全8巻がKCデラックスで新しく発売され、その後も新装版、文庫版などが発売されている。後に全64話が『コミックDAYS』にてフルカラー版として毎週木曜日に再掲されている。
物語の構図は人間の頭に寄生して人間を食べる「寄生生物」側、最初は捕食されるがままであったが後に反撃に転ずる「人間」側、そしてその中間者として存在する「新一とミギー」側という三者によって成立しているが、話の焦点は新一に置かれている。表題の「寄生獣」とは、劇中においては寄生生物の呼称ではなく、地球環境に害をなす人間を意味する単語として物語の終盤に登場する。人間がむごたらしく食い殺されるなど、過激な描写もある一方で、物語の軸には哲学的な主題があり、テーマ性の高さや、意外性のある劇的な展開、物語の世界観などが評価されて熱心なファンを獲得した。
高い評価を獲得しながらも、ハリウッドとの映像化権の契約期間にまつわる事情のため、連載の完結から約20年間はメディアミックス化が行えずにいたが、2014年になってから映像化が行われている。2014年10月から2015年3月にかけて日本テレビ他にてテレビアニメ版が放送されたほか、2014年11月および2015年4月には山崎貴監督により2部構成の映画として実写映画化された。
実写映画化およびテレビアニメ化が発表された2013年時点での単行本の累計部数は1100万部で、ベストセラーとなっている。メディアミックス化されていない漫画作品が完結後20年近くも売れ続けて1000万部を突破するのは希なことである。2020年時点での累計発行部数は2400万部を突破している。
他の漫画家によるトリビュート作品集『ネオ寄生獣』『ネオ寄生獣ｆ』が講談社の公式アンソロジーとして刊行されている。
太田モアレによるスピンオフ漫画『寄生獣リバーシ』が『コミックDAYS』にて、2018年3月2日から2021年5月7日まで連載。

## あらすじ
ある日突然、空から人知れず多数の正体不明の生物が落ちてきた。その生物は鼻腔や耳孔から人間の頭に侵入し、脳を含めた頭部全体と置き換わる形で寄生して全身を支配し、他の人間を捕食するという性質を持っていた。
自在に変形する寄生後の頭部は、様々な人間の顔に擬態することができる上に、刃物のように鋭くもなり鞭のようにしなやかにもなり、数名以上の人間を一瞬で切り裂くのだ。さらに彼ら「パラサイト（寄生生物）」は、高い学習能力で急速に知識や言葉を獲得し、人間社会に紛れ込んでいった。
ミギーとの出会い
平凡な高校生であった泉新一は、1匹のパラサイトに襲撃・寄生されるが、何とか頭部への侵入（脳の乗っ取り）は免れる。パラサイトは新一の右腕に寄生し、右手と置き換わった。右手にちなんで「ミギー」を名乗るようになり、新一とミギーの共生生活が始まる。その頃、他のパラサイトによる捕食（ミンチ殺人）が世界中で頻発するが、犯人不明の同時多発殺人事件とされていた。
新一は世間に対して真実を明かさなくても良いのかと葛藤する。一方ミギーは自己保身のみを考えており、宿主である新一以外の人命には興味がなく、真相（ミギーの存在）を明かそうとするなら新一に危害を加えることもいとわないと脅す。その一方で、新一が死ねば自分も生きられないミギーは、必要であれば新一を守るために同類のパラサイトを殺すことを躊躇しない。
パラサイトAによる学校襲撃事件
しかし、そうした新一とミギーの特殊な関係は他のパラサイトから警戒される。ある日、新一の高校にパラサイト「田宮良子」が高校教師として赴任してくる。その後、新一を危険視した彼女の仲間のパラサイトAが学校に乗り込んできて、教師や生徒たちを惨殺する。新一によって撃退されたAは、田宮良子からトドメを刺される。その後、田宮は未婚でありながら妊娠したことについて他の教員たちから責任を問われ、学校から去る。
母親を殺害したパラサイトとの対決
やがて、不運にも彼の母親は、新しい宿主を探していたパラサイトに旅先で遭遇、殺害され、寄生される。新一は、自宅に現れた "母の姿をした" パラサイトに動揺し、まともに戦うこともできないまま心臓を刺し貫かれて致命傷を負うが、ミギーが新一の体内に入って心臓を動かしながら体の修復をしたことで心肺停止状態から蘇生する。その際、ミギーの細胞が体内へ拡散した影響で超人的な身体能力を獲得した新一は、母親を乗っ取ったパラサイトと再会して復讐を遂げる。
しかし、新一の変化は身体のみにとどまらず精神にも現れており、彼を悩ませるようになる。その一方、ミギーは新一との交流を通じて次第に人間の価値観を理解していく。新一のガールフレンドである村野里美は、彼の劇的な変化と変わらない優しさに困惑する。
島田秀雄との闘い
その後、島田秀雄と名乗る男子高校生のパラサイトが、新一の高校に転校してくる。新一のクラスの裕子は、偶然に島田が人間ではないことを知り、襲ってきた島田に手近にあった塩酸を投げつけたことから、島田は混乱状態となり教師や生徒たちを襲い、瞬く間に学校はパニック状態となる。新一は遠距離から石を投げて、島田の胸を撃ち抜いて倒す。この事件により、パラサイトの検体が警察組織の手に渡り、社会の中にパラサイトがいて人間を食い殺していると判明する。
加奈の死
以前から新一に興味をもって近づいてきていた加奈は、「パラサイトの波長を感じ取れる能力」を持っていたことから、新一の波長だと誤ってパラサイトに近づき殺害されてしまう。
田村玲子の最後
その頃、新一の住む地域の隣町では、パラサイトこそが地球の環境に調和をもたらす救世主と考える政治家の広川剛志が市長に当選し、不完全ながらも社会性を獲得したパラサイトたちが秘密裏に集まるようになる。学校を去り「田村玲子」と名を変えていた「田宮良子」は広川の試みに協力しつつも、生物学的には普通の人間でしかない赤ん坊を妊娠・出産し、生殖能力を持たないパラサイトのアイデンティティーについて思索を重ねる。
「田村玲子」は新一とミギーの存在を、パラサイトたちの今後にとって指針となると考え、他のパラサイトや人間を調査のために差し向けるが、行き違いを経て新一は幾度となくパラサイトと戦うこととなる。その結果、新一の周辺の人々が巻き込まれて犠牲となっていき、新一は広川のグループと対決する決意を固めていく。また、「田村玲子」も独自の思想を他のパラサイトから警戒され、仲間割れによって広川のグループを追われる。「田村玲子」を敵とみなしたパラサイトたちは結託して彼女を襲うが、返り討ちにされる。
その後、パラサイトによって家族を殺害された興信所員 倉森に、田村は赤ん坊を誘拐されてしまう。赤ん坊を取り戻そうとした田村は警察に包囲されて正体を暴かれ、射撃を受けるが反撃せず、思索の末に出した「一パラサイトとしての結論」を新一に告げ、赤ん坊を託した後に命を落とす。
広川グループ殲滅作戦
一連の事件を経て、すでにパラサイトの存在は警察や自衛隊の知るところとなっており、広川たちの拠点である市庁舎への掃討作戦が計画されていた。新一は自分がミギーに寄生されていることを隠しつつも、パラサイトと遭遇してきた経歴を買われ、さらにもうひとりの協力者で、快楽殺人者として警察に拘留されつつもその経歴から人間とパラサイトを判別する超能力を持った浦上と共に作戦に同行する。
周到な準備と人間としての組織力、そして一般人の犠牲をいとわない作戦によって、市庁舎にいたパラサイトたちの大半は駆除される。広川は敗北を悟ると、突入してきた自衛隊員たちに対し、地球環境を汚染する人間は万物の霊長などではなく、地球を食い物にする「寄生獣」であると演説するが、彼らに射殺される。
自衛隊員たちは「パラサイトの首魁とみなしていた広川が人間だったこと」に気がついて困惑するが、その直後、頭と四肢に合計5体が融合したパラサイト「後藤」に襲撃されて全滅する。「後藤」は以前から因縁のあった新一とミギーを宿敵と見なし、再戦を宣言する。また、浦上は混乱に乗じて監視役を殺害し、現場から逃走する。
後藤との対決
新一とミギーは「後藤」から勝ち目のない戦いを挑まれて逃げ回ることになり、乾坤一擲の策にも失敗した結果、ミギーは新一を逃走させるための犠牲となって「後藤」に取り込まれてしまう。新一は失ったミギーの存在の大きさと友情から失意に暮れるが、逃走先で見ず知らずの老女に助けられ、再戦を決意する。
新一は半ば自暴自棄になっていたために苦戦するが、不法投棄されていた有毒な産業廃棄物に助けられる形で勝機を掴み、ミギーを取り戻して逆転する。勝利した新一は、必死に生き延びようとする「後藤」の姿に心を動かされてとどめを躊躇するが、最終的には手を下す。
広川の一件をきっかけにパラサイトたちが表立った行動を控えるようになると、ミギーは「後藤」との一時的な融合で得た経験を糧に、思索のための長い眠りにつくことを宣言し、普通の右手に戻る。
エピローグ
1年後、新一は戦いの中で精神的な支えとなった里美との交際を続けながら平穏な日常を取り戻していた。そんな中、彼らの前に逃走していた浦上が再び現れる。新一がパラサイトと関わりがあることを見抜いていた浦上は、里美を人質に新一をビルの屋上に呼び寄せる。
浦上は「快楽殺人者である自分こそ人間の本質の体現者」だと主張し、人間とパラサイトの中間的存在と見込んだ新一の見地からの同意を求める。新一は言い淀むが、里美は浦上の主張を一蹴する。目の前で屋上から突き落とされた里美を救出するために新一は素早く浦上を倒し、ビルから落下する里美へ手を伸ばすが、間に合わない。
絶望する新一だったが、ふと気づくと、なぜか新一の右腕は里美を掴んでおり、眠っていたはずのミギーが助けてくれたのだと新一が感謝したところで、物語は幕を下ろす。

## 登場人物
著者の岩明は本作を執筆するに当たって、先に結末までのプロットを決めてから登場人物を作っていく形で本作を執筆した。岩明にとっては初めての試みであったが、そうした作り方は自分に合っていたと述懐している。ただし当初の想定よりも連載が長期に及び、一部の登場人物の末路やテーマ性などには変遷もあったとされる。
以下では原作の登場人物について説明し、特にパラサイトであると注記していない人物は、いずれもパラサイトに寄生されていない人間とする。

### 主人公
泉 新一（いずみ しんいち）
本作の主人公。ごく平凡な高校生であったが、右手に宿ったパラサイト「ミギー」により数奇な運命を辿ることになる。ミギーとの共生は、パラサイトを探知する能力と同時に探知される役目も果たし、このためもあって人間と寄生生物との中間者としてパラサイトに関する一連の事件に巻き込まれる羽目になる。また自身の安全のみを考えるミギーの意向に逆らうわけにもいかず、家族や親しい友人に己の境遇を明かすことのできないジレンマを抱え、物語の終盤までそれに苦しむことになった。
変化（詳細は後述）後は髪型をオールバックにしていたが、物語の終盤には元の髪型に落ち着く。
利他的な振る舞いや他者のために涙を流せることが人間らしさの証だと考えており、合理的な価値観を突きつけるミギーに対して人間らしくあり続けようとするものの、ミギーとの融合と共にパラサイト側の価値観に染まっていく自分に困惑し、物語を通して人間とパラサイトの境界の立場で揺れ動く。ミギーとの出会い、母親の死、学友の虐殺など、数々の悲劇や救いの経験を通じて次第に命に対する価値観や死生観を変化させ、紆余曲折を経て成長していく。
ミギー
新一に寄生したパラサイト。ベッドに横たわりヘッドホンで音楽を聴いていた新一の耳から侵入できず、鼻孔から侵入を図るが失敗。その後、目を覚ました新一の右手に突き刺さるようにして侵入し脳を目指すが、新一が自身の上腕をコードできつく縛り上げ阻止したため、そのまま右腕に寄生した。
新一とは通常、口頭で会話を行う。寄生当初は他のパラサイトと同じく感情に乏しく、宿主と自分以外の生死には極めて冷淡かつ淡白で、人間を盾にし敵と戦う策を練るなど、人間社会の常識に外れる思考から、新一との間には大きな意識の乖離があった。その後、共存関係にある新一に対して徐々に感情に近いものを理解するようになっていき、変化（詳細は後述）を経て、互いに信頼し合えるようになる。
好奇心旺盛で読書家。宿主の身体から直接養分を摂取しているため独自に捕食活動を行う必要はないが、その分だけ新一が大食漢になっている。宇田に「きれいな言葉遣いをしている」と評されるが、これについて新一は、図鑑など主に本で言語を学んだ結果ではないかと推察している。
右腕の動きについては基本的にミギーが主導権を持つが、その委譲により「普通の右腕」として新一が動かすことも可能で、新一がそれを要求する際に「手動権」と呼んだことがある。
後藤に吸収されていた時期に、眠っている間も情報が頭を駆け抜けるという体験を得たことでさらに体質が変わり、一度に複数の思考ができるようになる。そして、持ち前の好奇心からその「別世界」へと旅立つことを決意し、新一に一方的に別れを告げた上で無期限の「眠り」についた。

### 新一の家族
泉 一之（いずみ かずゆき）
第1話から登場。新一の父。44歳。雑誌記者上がりのフリーライター。新一の右手がパラサイトであることには気付いていない。夫婦水入らずで伊豆に旅行した際、目の前で妻がパラサイトに乗っ取られ、自身も負傷させられ入院する。退院後はしばらく事件のショックを引き摺って悲しみに沈んでおり、悲しみを表に出さない新一に対して「鉄で出来ているんじゃないのか」との言葉をぶつけることもあった。
その後、自分の遭遇した事件について警察から事情聴取を受けた時、パラサイトの存在を世に知らしめることを望むが聞き入れられなかった。これを機に静かに妻の死を新一へ告げた。
泉 信子（いずみ のぶこ）
第1話から第12話にかけて登場。新一の母。40歳。専業主婦。家事は上手で、ミギーは「君の母親の作る食事はいつも栄養のバランスが取れていた」と評価している。新一が小さいころ大やけどを負いそうになるところを庇い、自らが手にやけどを負ってしまう。この記憶のため新一はその後、特に反抗期もなく育った。
夫である一之曰く、「お嬢様育ち」らしく、臆病で泣き虫な面もあるが、新一を思う気持ちだけは誰よりも強い。夫とは異なり、ミギーが取りついてからの新一の変化に気づき、強く新一を問い詰めている。
気分転換も兼ねて一之と行った伊豆の旅先で、人間部分が拒絶反応を起こし別の肉体を求めていたパラサイトに一瞬で殺害され、頭部をすげ替えられる形で寄生される。その後は後述のパラサイト「泉 信子」を参照のこと。

### 新一を取り巻く学生
村野 里美（むらの さとみ）
新一と同じ高校に通うガールフレンド。中学生時代から新一を知っており、受験会場で一緒だったことがきっかけに接点ができ、高校進学と同時に新一と交際を始めた。新一が抱えているミギーの秘密や母親の死といった出来事については何も知らされていないが、彼の身に何かが起こって悩み続けていることには気がついている。変貌していく新一のことを理解できないことに悩み、幾度か新一に対して辛辣な言葉を投げかけて気まずくなることもあったものの、物語の最後まで新一のことを信じて身を案じ続ける。
物語の中盤でパラサイト・島田秀雄が学校内で錯乱し、殺戮事件を引き起こした際には、惨殺された同級生たちの遺体を前にして恐怖で身がすくんでいるところを新一の並外れた身体能力に救われた。終盤では後藤との戦いに怯える新一と結ばれ、そのことが新一にとって生き残ることへのモチベーションとなっている。
最終話では浦上からナイフで脅されながらもその内面では、自分を置き去りにするかのように「知らない世界」へと行ってしまう新一に追いつきたいという想いを抱いており、浦上から、新一が隠していたミギーの秘密を暴露された際には、「普通と違う部分はあっても新一は人間だ」と言い返している。浦上に対しては気丈に振舞う強さを見せ、ようやく新一を追い抜くことができたという実感を抱く。浦上にビルの屋上から突き落とされて殺されそうになるがミギーに救われ、新一と一緒に安堵するところでこの物語は終わる。
加奈（かな）
第10話から第31話にかけて登場。新一の住む町と隣接する東福山市に住む北高の女生徒で、いわゆるスケバン。登場時には光夫と付き合っていたが、新一の目の中に人間以外のものを感じ、徐々に新一に異性としての興味を抱くようになる。ミギーと融合する以前の新一の人柄についてはあまり知らず、融合後の彼が垣間見せるようになった凄味や野性味に魅力を感じており、恋敵である里美が新一の変化に戸惑っているのを好機として捉えている。
パラサイト同士が存在を確認できる「信号」を感知する特殊な能力を持つが、彼女自身はその能力の意味を正しく理解していない。新一に宿るミギーへの反応を、新一との「運命の赤い糸」と信じ込むようになり、自分の柄にもないこととして戸惑いながらも、白馬の騎士に扮した新一に抱かれる夢を見るほどにまで想いを募らせていく。この自分の想いを新一に伝えたい一心から、やがて微弱ながらパラサイトと同じ「信号」を発することができるようになってしまう。彼女が住む東福山市の市長に広川が就任し、それらのことに危機感を抱いた新一からミギーの秘密を打ち明けられるが、その話を信じようとせず、詳しい説明をするため東福山市を訪れようとした新一からの「行くまで家から出るな」という禁を破り、新一と勘違いして通りすがりのパラサイトと遭遇してしまう。捕食現場を見られ、加奈を危険な存在と認識したパラサイトの攻撃によって致命傷を負い、一足違いで駆けつけた新一の腕に抱かれ息を引き取った。
光夫（みつお）
第10話から第31話にかけて登場。“自称”加奈の彼氏。北高の生徒で体が大きく喧嘩も強い。新一たちの通う西高の生徒とよく喧嘩をしている。同級生との喧嘩を見かねて仲裁に入った新一に対して暴力を振るい、結果的に新一と加奈を引き合わせる。
初めは新一を圧倒しており、当時の新一の戦闘力が10なら彼は18とミギーが分析比較している。しかし新一の変化後は、喧嘩ではまるで歯が立たなくなり、加奈が新一に心変わりしていくのに苛立ち、新一に激しい嫉妬の感情を抱く。新一と加奈に絡んでいたパラサイト・島田秀雄に因縁をつけようとしたところを殴り返され、その後仲間を引き連れて報復を試みたところを新一に仲裁される場面もあった。最後まで新一の事情を知ることはなく、自分の知らないところで加奈が殺された際には、葬儀の席で号泣したのち、加奈の死に悲しんだ素振りを見せない新一に怒りをぶつけ、加奈を守ってやれなかったことを責めている。

### 新一とミギーの事情を知った者
宇田 守（うだ まもる）
第14話から登場。パラサイトに寄生されながらも脳が残っている人間。伊豆のホテルの従業員で、涙もろく温和な性格の、小太りの男性。かつての離婚が原因で自殺を考え海の見える崖の上で物思いにふけっていたところ、幼生パラサイトの襲撃を受ける。驚いた拍子に崖から海に転落してしまったものの、寄生を試みたパラサイトがとっさに宿主の生命維持を優先させた結果、脳を奪うタイムリミットを過ぎてしまったために、辛うじて脳を奪われることなく命を繋いだものの、顔下半分から胸部までが寄生された。
彼に寄生するパラサイト「ジョー」とは友好な関係を築いている。それまで他のパラサイトと遭遇した経験はなかったが、母を乗っ取ったパラサイトを追って伊豆を訪れた新一と知り合い、脳を乗っ取られずにパラサイトと共存している宿主の境遇を分かち合える唯一の友人として連絡を取り合うようになる。寄生された「泉信子」と初めて戦闘を行い、負傷しつつも新一自身に母親を手にかけさせるべきではないという想いから戦いを助けたほか、後に倉森が田村玲子の差し金で新一の身辺を調べ回っていた際にも、新一に協力している。
ジョー
第14話から登場。宇田に寄生するパラサイト。幼生時に宇田の体内へ潜り込んだ際、海へと転落した宿主（＝宇田）の生命を救うことを優先した結果、脳を奪うことに失敗し、現在は顔下半分から胸部にかけて寄生している。ミギー同様、宿主の身体から直接養分を摂取しているため、独自の捕食活動を必要としない。宇田と会話する際には首あたりから伸ばした寄生部分に目と口を形成することが多いが、宇田から口の主導権を奪う形で喋り始めることもある。
登場した当初は宇田から単に「パラサイト」と呼ばれていたが、後にそれが寄生生物に対する呼称として一般化したため、改めて宇田から「ジョー（下顎）」と名づけられている。宇田がテレビドラマや映画を好んで見ていた影響で、読書家のミギーに比べ言葉遣いはかなりくだけている。また初登場時点でジョークめいた言動を好む様子を見せていた他、新一やミギーを慮るような発言を行うなど、ミギーや田村と比べても人間的な感情の修得が早かった。
性格は他のパラサイトと同じように極めて冷静で、泉信子の体を乗っ取ったパラサイトと戦った際には正確に状況を分析し、倒すことに成功した。宿主である宇田の身体能力が低い上に、寄生箇所の問題で戦闘時は呼吸用に口を形成する余裕が無く、また宇田の頭や首に掛かる負担が大きすぎるため、スタミナ切れを起こしやすい。しかし宿主の肺や循環器の位置を直接ずらして守ることができるという、彼ならではの利点もある。
倉森（くらもり）
第32話から第47話にかけて登場。興信所の調査員。元々シャーロック・ホームズに憧れてこの職を選び、推理小説を愛読しているが、それが自分にとって絵空事であることも理解している。妻と娘ひとりの冴えない父親であったが、田村玲子から新一の身辺調査を依頼されたことを発端に、数々の数奇な事件に関わってきた新一に好奇心を抱くようになる。
尾行を続けた結果、ミギーに見つかり殺されかけたことで逃げ帰り、目撃した内容を田村に中間報告をするが追加調査を断られ、それを機に田村にも興味を示して探りを入れたため、広川一味に危険視される。
その後、新一たちに捕まった際に事情を聞かされ、これ以上深入りすると殺されると忠告されるが、恐怖心より好奇心の方が勝り無視。その後はアルバイトの阿部を雇い、独自に田村の尾行調査を開始する。しかし尾行中に阿部が音信不通になったことで、自身の責任を感じ新一に阿部の救出を依頼。だが乗り込んだ先で新一とは違う、寄生生物の真の恐ろしさを垣間見てしまう。戦闘後に広川と戦うことを決意した新一から協力を求められたものの、自身の分不相応を自覚し調査から撤退する。しかしながらその後、ついに広川一味に命を狙われ、自身は偶然難を逃れたものの妻子を殺害されてしまう。
事情聴取時に平間から妻子のかたき討ちを諭されたことから、一部は名前を伏せながらも、新一から得たパラサイト・広川一味の情報を提供した。これが後のパラサイト大量駆逐作戦へと繋がる倉森レポートとなった。
その後、田村玲子に復讐を果たそうとして半ば衝動的に彼女の子供を連れ出し、公園の高台から下の道に投げ落とそうとするが、阻止しようとする田村に殺された。なお、投げ落とそうとしたのはあくまで素振りであると田村に刺された直後に発しているが、息を引き取る直前には赤ん坊を殺さなくてよかったとも発言しているので、その真意は不明。
当初は殺されかけたことで新一に激しい恐怖心を抱いていたが、暴走するミギーを必死に抑えつけ自分を逃がそうとする新一の姿を見て、またミギーから新一の境遇を聞かされ、会話後は一定の理解は示していたようである。その後の妻子が殺害された後の事情聴取では新一のことを伏せていたり、死の間際には自分と同じ人間で被害者であると語っているなど、作中で新一の正体を知る数少ない一般人であり、またある意味理解者でもあったと言える。

### 警察・自衛隊の関係者
パラサイトに対抗する人間の勢力。広川集団との対決において新一と協力関係にあるが、ミギーの事情を自ら明かすまでには至らない。
平間（ひらま）
第31話から第57話にかけて登場。北署に勤務するベテラン刑事で、新一や倉森らが住む地域の担当官としてパラサイト対策特命捜査を指揮する。認識能力、決断力、思考の柔軟性などで群を抜く優秀な人物で、初登場時の階級は警部補だったが、物語の途中で警部に昇進する。
パラサイトは単なる猛獣ではないと見抜き、実際に関わりを持った人間の生の声を聞いてみることを重要視、思慮深さを発揮した。分不相応な事件に首を突っ込んだ挙句、家族をパラサイトに殺され絶望している倉森を諭し、パラサイトに関するレポートを書かせ、東福山市役所の中枢がパラサイトの組織に乗っ取られていることを突き止めている。
加奈の死の状況に疑問を抱いており、パラサイト関連事件によく遭遇する新一に対し「何かある」と感じるようになる。倉森を殺害した直後の田村玲子を尋問、パラサイトとしての正体を暴いたのち、新一の目の前で田村を他の警察官とともに射殺している。
東福山市役所でのパラサイト殲滅作戦（以下、市役所戦）における「外環（包囲部隊）」の指揮官となった際には、パラサイト駆除のため新一に助言を請うと共に現場に呼び出したり、収監中の浦上をパラサイト判別のため自衛隊に同行させるなど柔軟な思考を見せる。射撃の腕前もあり、作戦終了時に屋上から現れた後藤の胸部を正確に狙って銃撃するが全く通用せず、後藤と相対していた新一を見て疑惑を強めた。

山岸（やまぎし）
第50話から第56話にかけて登場。陸上自衛隊二佐。市役所戦における「内環（掃討部隊）」の指揮官。パラサイト判別のために市役所中の人間を1階ホールに集めた際、指示に反して他階へ移動した広川市長以下パラサイト一味を駆逐すべく、一部隊を率いて掃討する。自らパラサイトと誤認した人間を射殺しても「なんだ、人間か」と顔色一つ変えず、致命傷を負った部下の体を盾にする敵に対しては、助けを懇願する部下の声を無視して「どうせ助からん」と躊躇なく部下ごとの射撃を命じ、パラサイトを「害虫」と言い切る冷徹な人物。ほぼ全てのパラサイト殲滅に成功するが、最後に残った後藤ただ一匹に自身を含め掃討部隊を全滅させられた。死の間際、武器の選択について火炎放射器の使用を提言した新一の言葉を思い出し、後藤に対してはその助言が適切であったと見抜けなかった事を後悔する。
浦上（うらがみ）
第49話から最終話にかけて登場。人間を惨殺することに快感を覚える殺人鬼。人間を使って「遊んだ」ため、見ただけでパラサイトを判別することができる能力が自然と身に付いた。
指名手配されて追われている中、パラサイトの存在に気がついて何をするのか興味を抱き、好奇心からリスクを冒して捕食後の現場を見に行くが、「結局自分と同じこと（虐殺や食人行為）をやっているだけ」として失望し興味を失う。その時の現場に偶然居合わせた警官に逮捕されて収監され、死刑を免れない身だったが、その判別能力を見込まれて捜査活動に利用され、新一と対面した時には、彼をたじろがせるほどの威圧感を見せた。市役所戦に駆り出された際に後藤の出現による混乱に乗じ、監視役だった若い刑事を銃器によってためらいなく殺害し逃走した。
その後、物語の最終話に再登場。逃走後、市役所での騒ぎが落ち着き捜査の網が狭まる中、これ以上逃げきれないと観念し、里美を人質にとって「混ざっている」として興味を抱いていた新一と接触を図る。衝動を抑えて生きている現代の人間こそ異常であり、自分は本能に沿って生きる「正しい人間の姿」だと主張し、普通の人間とは違う新一に意見を求めた。しかし里美に「あんたこそパラサイト以上のバケモンよ」と言われたことで標的を彼女に切り替え、ナイフを里美の首に当て最後の「遊び」を楽しもうとする。その光景を見た新一が瞬間的に攻撃に向かってきたため、ビルの屋上から彼女を突き落とすが、最後は新一のパンチによる一撃で顎部を砕かれた。
本作の中では主人公よりも明確な行動原理を持ち、生き生きとした感情表現がされている登場人物。このような表現がされている登場人物は岩明の作品の中では珍しい。警察によるパラサイト判別能力のテスト中には、衆人環視の中相対する女性の面前で自慰を行うなど、自らの快楽のみに忠実で傍若無人な性格だが、後藤を見たときは、戦闘状態でなかったにもかかわらず一瞥しただけで他のパラサイトと比較にならない存在であることを感知して恐慌し、一時的な錯乱状態に陥った。

### その他の人間
早瀬 真樹子（はやせ まきこ）
第13話から第16話にかけて登場。伊豆で民宿を営む家庭の娘で中学生。新一の両親が旅行先でパラサイトに襲われ、父を守って母の仇を討つための旅の途中、高速船の中で出会う。新一によって同乗船していた生活指導教諭によるトラブルを一部回避できたことから、新一に興味を持つ。
新一が高校生一人のため怪しまれ、新一の父が入院する病院周辺のホテル・旅館に宿泊を断られていた際、偶然にも再会して家族に口添えし、彼に宿を提供することに成功する。新一が連泊するにつれ次第にほのかな恋心を抱くようになるが、彼女の祖父は新一のことを暴力団の構成員と誤解しており、新一に不信感を抱く母親からは心配され、弟からはヤクザ者への好意を茶化されている。新一がミギーとの同化によって得た超人的な走力や跳躍力を初めて発揮する場面に居合わせ、その後母親を殺害したパラサイトへの復讐を終えて帰る新一を見送るが、彼の詳しい事情を知ることはなく、新一との別れを惜しむ。
裕子（ゆうこ）
第21話から第23話にかけて登場。新一の通う高校の美術部員で、島田秀雄の同級生。新一とは学年が異なることもあり面識がないが、兄は犯人の似顔絵描きをする警官で、パラサイト殺人に関する泉一之への事情聴取に同席していた。兄からの伝聞によってパラサイトの存在を断片的に知っており、島田の無表情さに興味を抱いて観察している内に、島田がそのパラサイトであることに気づく。思い悩んだ末、言葉が通じるのならばと島田に殺人をやめるよう説得を試みるが、逆に襲い掛かられ、その時に護身用に準備していた強酸入りの瓶を島田に投げつけたことが彼の錯乱を引き起こし、大量殺戮事件の引き金になってしまう。
強酸により細胞がただれた状態の島田が混乱している隙に校舎の窓から飛び降り、木に引っかかりながら落下したことが幸いし救助された。
美津代（みつよ）
第59話から第62話にかけて登場。田舎に住む老婆。後藤との戦いに敗れてミギーを失い、負傷して逃走し、山中を徘徊していた新一を数日間自宅に匿った。若い頃には街で水商売をしていたが、夫の要望で田舎に移り住み、夫の死後は一人暮らし。口は悪いが思いやりのある優しい性格で、半ば死に急ぐような態度で後藤との再戦を決意する新一を懇々と諭した。彼女から借りた鉈を手に、新一は後藤との最後の戦いに臨み、その間は夫の遺影に新一の無事を祈っていた。翌朝、人々の喧騒と返却されていた鉈を見て、新一の勝利と無事を知る。

### パラサイトとそれに与する者
新一とミギーに敵対的な立場で登場するパラサイトと、その協力者たち。人間に擬態している時のパラサイトの多くは無表情に描かれ、いずれもやや据わった三白眼のキャラクターとして描かれるが、擬態を解いた際にはむしろ表情豊かに表現される。またパラサイトの共通点として「名前に無頓着」という設定がされており、「田宮良子」「三木」については名前の由来が劇中で説明されている。他のパラサイトについては、「島田秀雄」が実体のない偽名であることが語られているのみで、名前の由来は明言されていない。なお「田宮良子」のように宿主の社会的立場を引き継ぐことはパラサイトにとって困難とされる。

#### 田宮 良子 / 田村 玲子とその協力者
田宮 良子（たみや りょうこ）→田村 玲子（たむら れいこ）
第5話から第49話にかけて登場。新一の通う高校の代用かつ新任の教師として現れたパラサイト。数学教師「田宮良子」の名前と社会的立場をそのまま受け継ぎ、パラサイトの中でも特に高い知能を持つ個体。「A」襲撃事件直後に父親不明の子を妊娠していることが発覚した際、身分を捨てて姿をくらまし、再登場時には名前を「田村玲子」と変え未婚の母となっている。
勤務先の高校から連絡を受け、言動を心配した実母が田宮に会いに来た際、直ちに偽者と見抜かれ、パニックに陥った実母をその場で殺害している。この時、特別な能力もない人間に正体を見破られたことから「何故だ」と疑問を持ち、やがて人間のように「笑う」という感情表現を身につけていく。
その上で、研究者的な探究心を見せており、パラサイト同士の生殖能力を確認する実験目的で子供を妊娠し、新一とミギーを「貴重なサンプル」として観察を続け、最強のパラサイト集合体である後藤を作り出す。
緻密な戦術と多彩な攻撃形態による高い戦闘能力を持ち、ミギーは「正面から戦った場合に勝ち目は無い」と言い、後藤からも「良い戦いができそうな相手」と認識されている。さらに、殺意を持った草野らパラサイト3体の襲撃を受けた際には一方的に返り討ちにしている。
思考を巡らせる中、徐々に「自分たちは何のために生まれてきたのか、どこから来てどこへ行くのか」という考えに行き着く。その答えを得るため、倉森に新一の身辺調査を依頼し、大学で講義を受けるなど、他のパラサイトと違った立場を取るようになる。
妻子を殺害されたことを逆恨みした倉森に子供を連れ去られたため、指定された公園に赴き、子供を盾にされた際に人間で言う母性が目覚め、反射的に倉森を殺害。さらにその直後、新一と接触し「パラサイトと人間は一つの家族であり、パラサイトは人間の『子供』」という結論に達したことを話し、次いで広川の正体について言及しかけたところで平間たちに見つかり、尋問後に銃撃を受ける。反撃も逃走もせずに、無抵抗のまま身を挺して子供を銃撃から守り続け、最期に愛と信頼の心を芽生えさせたかのように新一に子供を預けるというパラサイトとしてはあり得ない行動に出た後、新一にパラサイトが生まれた疑問も追求していたことを伝え、崩れ落ちるように絶命した。
A（エー）
第4話から第8話にかけて登場。田宮良子が教師として就任していた時期に新一とミギーに紹介したパラサイト。特に名前を持たず、田宮良子が便宜的に「A」と呼んだ。新一とミギーの存在に強い警戒感を覚え、彼らを抹殺する衝動的な目的で彼の通う高校へ単身乗り込み、生徒や教師に対する無差別殺傷事件を起こす。前述のように警戒心が強く、戦闘の際は階下から新一たちの位置を感じ取り、窓から侵入することで一気に間合いを詰めた。だが「脆弱な人間」と新一を見くびっていたことが仇となり、彼が隠し持っていた鉄パイプで胸を貫かれ瀕死の状態に陥る。そのため田宮良子の肉体と同居を目論むも、田宮の手にかかり校内で爆死。身元不明という意味で、死後も世間からは「殺人鬼『A』」と呼ばれることとなった。
その行動からミギーに「楽天的で行きあたりばったりなヤツだ」と評されている。また後には田村玲子（田宮良子）から、草野の言動を評する際に、似たタイプとして「A」が引き合いに出される場面がある。生前、田宮良子の実験に付き合う形で寄生された人間同士の性行為を試みて田宮を妊娠させており、その際の赤ん坊は田宮良子に育てられることになった。
なお第4話における「A」の初登場場面は、檻から逃げ出したライオンとの遭遇を描いた外伝的な挿話となっているが、これは本作が連載中に掲載誌を変更した際に再導入部として描かれたもので、この中で「A」は主要登場人物に先駆けて登場し、読者を物語へと引き込むという役割を担っている。
島田 秀雄（しまだ ひでお）
第18話から第25話にかけて登場。新一を観察するために田村玲子が高校に送り込んだパラサイトで、新一より1学年上の3年2組に転入生として転入してくる。体の操作が上達するという理由でスポーツを好んだ。新一たちには「人間と同じ食事を摂り、パラサイトと人間との共存を目指している」などと語った。しかしこれは嘘で、実際には夜ごとにナンパした女性を捕食していた。「A」などとは違い表面上は理性的で、新一と明確に敵対せず接近を目論んだことから、ミギーからは「話せば分かるタイプ」と分類された。
後に正体を見破った同級生・裕子が突発的に投げた瓶入りの強酸を浴びて細胞統制が錯乱した状態に陥り、頭部が変形したまま校内で暴れながら生徒・教師・警官の計17名を殺害した。最後は屋上に出たところを、新一の身体能力と変形したミギーの連携による遠距離からの石の投擲で胸部を破壊されて絶命する。公的には「覚醒剤中毒により狂暴化した少年」として発表されたが、マスコミや評論家は「人間の力ではありえない行為」として真実を追究しようとした。その死体は専門機関の手に渡り、それによって頭部を寄生されていない普通の人間との識別方法が解明されるなど、パラサイトの生命構造や特性を知るための重要なサンプルとなった。

#### 広川集団
本作における最終的な敵対勢力。市長となった広川を中心に組織されたパラサイト集団で、ミギーからは「広川集団」と呼ばれている。しかし一枚岩というわけではなく、当初は田村玲子と協力関係にあったが、後に草野らの独断を発端として袂を分かつことになる。
広川 剛志（ひろかわ たけし）
第20話から第55話にかけて登場。パラサイト一味に協力する政治家。後藤からは「ボス」と呼ばれる場面もある。パラサイトに寄生されていない生身の人間だが、そのことは物語の終盤まで読者に伏せられており、劇中においても新一をはじめ、広川集団と敵対する登場人物たちからはパラサイトの一人と誤認されている。パラサイトをバケモノとしてではなく、自然の摂理が生み出したバランサーとして見なし、恐怖の色も見せずにパラサイトたちを糾合して組織作りを進めるなど極めて理知的かつ行動的な人物である。同時に地球を汚し他の生物を圧迫する「人間」の無軌道さと傲慢さに強い怒りを感じており、その思想に興味を持った田村玲子が正式に”仲間”と認め、パラサイトの組織の長として担ぎ上げた。
パラサイトの食事を安定供給させる「食堂」を提供し、広川の目的である人口抑制も実現するための組織を結成・運営している。その活動の一環として田村玲子と共にコロニー計画を作り、東福山市長選に出馬し当選を果たす。当選後は市長の立場を利用し、パラサイトが人目に付かずに人間を捕食するための「食堂」の管理を組織的に行うことになるが、その企みは倉森の部下の失踪をきっかけに新一を通じて倉森へと伝わり、やがて平間によって警察や自衛隊の知るところとなる。
市役所戦では、その気になれば何事もなく脱出できることを後藤に指摘されながらも市役所に残り、会議場で自衛隊員たちに包囲される中、持論について一席ぶった末にパラサイトと誤認されたまま射殺される。その口ぶりは完全にパラサイトの側に立ち、人間を「寄生獣」として糾弾するものだった。
作者の岩明によれば、本作の連載開始時の構想では「愚かな人類に対する自然からの警鐘」といったテーマが予定されていたが、その後の世論の変化を反映してテーマに一捻りを加えたために、当初のテーマが広川に引き継がれることになったとされる。
後藤（ごとう）
第20話から第62話にかけて登場。田村玲子が作り上げたパラサイト集合体。
通常は人間1人の身体に1匹のパラサイトが宿るのに対し、彼の場合は肉体全体に5匹のパラサイトが宿り、後にミギーを含め一時6匹となった（物語の序盤から複数のパラサイトが同居することでより強靭になることが明かされている）。外伝作品『寄生獣リバーシ』において説明されたが、名前の「後藤」は「五頭」から名付けられている。
5匹のうち1匹が通常のパラサイト同様頭部に寄生しており、それぞれの寄生部位から複数の触手を同時展開し、自由に変形させることができる。その際、頭部は全身の制御に専念しなければならないため、自らが変形・攻撃などをしている余裕は無い。「後藤」というのは、その統率者としての1匹のパラサイトを指す場合もあり、これは別の統率者である「三木」（後述）と頭部役を交代することもある。統率性能が低い三木とは違い、非常に高い統率性能を持ち、敵であったミギーすらも肉片として取り込み、統率している。性格は基本的に冷静沈着で、後述する数々の戦闘技術を的確に使いこなす高い知性も持つ。一方で田村玲子と同様にパラサイトの中では珍しく感情を獲得しており、新一との戦闘で不覚を取ったことに激怒して咆哮を上げたり、最初に新一と対峙した際にニヤリと笑うような表情を見せたりもしている。後藤が持つ怒りの感情や戦闘を追求する性質について、その正体はパラサイト5匹分の人間を捕食する本能が1人の体に宿ったことで集合・増幅された結果だろうとミギーは推測している。
初登場時は顔を変えて、暴力団事務所に白昼堂々玄関から侵入。暴力団員の殺戮を始めてからの自分の受けた攻撃をカウント、掃討後に通行人と即座に入れ替わり逃走するという実験的殺戮を行うなど、戦闘的な「演習」を行っている。また、「体の操縦」の訓練のためにショパンのピアノ曲（アニメ版ではノクターン第2番 Op.9-2変ホ長調）を弾いている場面もある。
母体である人体の大半がパラサイトに置き換わっているために、かなりの自由度で変形が可能。この強力な肉体に加えて上述の高い統率性能や訓練で身に着けた戦闘技術を駆使することにより、極めて高い戦闘能力を有する。市役所戦では廊下や壁を利用したバウンドするボールのような高速移動や、全身に浴びた散弾銃の弾を腕に集めて遠心力をかけることで撃ち返す技術を用い、自衛隊の一部隊を単身で壊滅状態に追いやった。さらに、体はパラサイトの鎧（プロテクター）で守られており、対向走行しているトラック同士の交差による激突の衝撃にも耐え、ショットガンの直撃を複数受けるなどしても基本的にダメージを受けない、といった高い防御力、耐久力も備える。ただし真正面から銃撃を受けるのは危険だとも考えており、基本的には「角度」を利用して弾き返している。実際にパラサイトの鎧には見えない隙間があってここを攻撃されればダメージを受けることもあり、市役所戦でも自衛隊の攻撃のほとんどを防いだものの、捌ききれなかった攻撃で僅かながら負傷していた。後藤自身はその傷をほぼ気に留めていなかったが、脱出の寸前に「わき腹から血を流している」のを新一に目撃され、これが後に仇となる。最終的には化学的および物理的な受傷によって倒されたように生命力と回復力が無限というわけではなく、肉体への損傷を負わずとも強力な物理的衝撃への防御を行った際には栄養補給と休息が必要であり、トラックとの衝突時には新一とミギーの追跡を断念してトラックの乗員を捕食し、単身で自衛隊を壊滅させた後も新一や警察との戦闘を行わずに堂々とその場を去っている。
新一との最後の戦いでも終始圧倒的な実力差を見せつけたが、不法投棄のゴミ山の上に殴り飛ばされた新一が前述の「脇腹の出血」を思い出し、そこをパラサイト鎧の隙間と推測して手元にあった鉄棒を一か八かで打ち込んだところ、たまたまその鉄棒に猛毒のダイオキシン類が付着しており、毒素を感知した他のパラサイトがパニックを起こし思わぬ大ダメージを受ける。さらに、それにより目覚めたミギーが新一の右腕へ戻った際に後藤の重要器官を損傷させたことで戦闘力が激減し形勢が逆転。なおも戦いを止めず、毒素から逃げようとする他のパラサイトを無理やり抑え込みながら新一とミギーに向かっていったが、ミギーの攻撃で首を刎ねられ、全身がバラバラに弾け飛んで敗北した。それでも何とか存命しており、飛び散った肉片たちへ必死に招集をかけて元の姿に戻ろうとしていたが、最後は新一の手によって、剥き出しになった内臓を鉈で破壊され死亡した。
作者の岩明は後藤の存在を、「美しき野生」「偉大なる大自然の代表選手」としている。連載開始時の構想では、新一は後藤にとどめを刺さず、後藤は野生化して自然へと還っていくという結末が予定されていたが、物語のテーマ性を深化させていった結果、新一はいったん後藤を殺さない決断をした後に翻意し、後藤に謝罪しながら手を下すという結末に改められたという。
三木（みき）
第37話から第41話にかけて登場。普段は後藤の右腕を構成するパラサイト。当初は後藤と身体を共有していることは読者に伏せられているものの、メインの統率者である後藤に代わって統率をこなすことが可能であり、その際は三木が頭部になり、後藤が代わって右腕部を務める。「後藤」同様にそれぞれの寄生部位から複数の触手を同時展開することが可能だが、「三木」自身の統率性能が低いため、両腕のみの展開に留まっており、新一に距離を詰められた際には辛うじて頭部を変形させていたが、刃の形成には至らず、かなりもたついていた。その名前は本来の担当部位である「右手」に由来するが、新一やミギーと対面して名前の由来に言及した際には頭部となっていたため、新一を困惑させている。
新一・ミギーへの刺客として後藤が推挙されたところに自ら志願し、「強敵との戦い」を目的に彼らの元へ赴く。向かい合っての斬り合いでは両腕を刃物化することができるという優位性を生かし、攻撃の手数で新一とミギーを圧倒した。しかし戦っているうちに、運動性や攻撃精度の低さが露呈したことで全身を完全に統一制御できていないという弱点をミギーに見抜かれ、そこを突かれて敗北し「後藤」と交代する。その後名前を呼びかけられる場面はあるものの、作中の描写内では「三木」として現れることはなく、「後藤」が体内に毒物を取り込まされた時には他のパラサイトたちと共に「後藤」の統率を乱した。最後は新一・ミギーに敗北した「後藤」と運命を共にした。
パラサイトとしては珍しく表情が豊かな個体であり、普段から陽気で饒舌なお調子者のように振る舞っているが、それはその方が餌にするための人間をナンパする成功率が高いということを学習し身につけた“他の個体よりも高度な擬態”に過ぎず、実際には人間としての感情を身につけているわけでない。そのため微妙な機微を察することはできず、作った表情は大げさかつ場違いな場合もあり、人間の表情とは異質なものであることをミギーからも指摘されている。
草野（くさの）
第27話から第45話にかけて登場。組織の幹部的役割を持つとみられるパラサイト。初登場時には後藤を乗せた車の運転手を務めており、広川が市長に立候補した際には、広川や後藤と共に壇上に立っている。組織にとって障害となった新一と倉森の抹殺を企てたものの、その実行者が後先を考えずに倉森の家族のみを殺害し、本来の目的を果たすこと自体には失敗。さらに報告を受けた際も失敗したことに苛立つばかりでその危険性を全く認識していなかったため、田村玲子に一連の無謀な行動を咎められた。だが、そのことで彼女を危険視し、抹殺しようと二人の仲間を連れて急襲。しかし田村玲子の奇策により同士討ちをさせられ、仲間の一人を細切れにして殺害。勝ち誇っていたところを背後から現れた田村玲子によって首を切られ、宿主部分から切り離されたことで死亡した。「敵意」によって同族を感知できるという特性を逆手に取られ、「敵意の宿った肉片」をバラ撒いたことが仇となり彼女の接近に気づけなかった。
上述のように邪魔者は手段を問わずに即刻排除するという強引で短慮な性格の持ち主である一方、倉森の抹殺に失敗したことを聞いて怒りの感情を発露したり、田村を襲う前に仲間として最後の望みを聞いてやろうとするなど、本人に自覚はないがパラサイトの中でも人間に近い思考を見せており、そのことを田村から何度か指摘されている。

#### その他のパラサイト
イヌ
第2話に登場。新一が初めて出会ったパラサイト。人間ではなく犬に寄生してしまい、そのために学習環境ハンデを抱えていた。他の犬を捕食していた時に新一に遭遇する。体を変形させ空中を飛行しながら新一を追いかけたが、飛ぶことに労力を費やして隙を生み出してしまい、難なくミギーによって倒された。
名前不明の人に寄生したパラサイト
第3話に登場。新一が初めて出会った、人に寄生したパラサイト。人目を引く不良のような恰好をしている。ミギーを自身の体へ誘致しようとしたものの、移動する際のリスクを考慮したミギーは動き出さず、それに焦れて新一の首を切り落とそうと刃を伸ばしたところで敢え無くミギーによって倒された。
パラサイト「泉 信子」
第11話から第16話にかけて登場。元々は若い女性に寄生したパラサイトで、「無個性派」と形容されるような、これといった特徴のない個体であった。人間を捕食するために、性交を目的とした若い男のナンパに応じて乗用車に同乗した際、シートベルトの使い方を知らなかったことが原因で男のわき見運転を招き、交通事故で人間部分の内臓に致命的な損傷を負う。その際に助かっていた男をやむなく斬首して移動するが上手くいかず、拒絶反応が起き、女の肉体でないと生き延びられないと考える。その際に偶然遭遇した新一の母親、泉信子の頭部を切断してすげ替わり、身体を乗っ取る。
現場に居合わせた信子の夫・一之を始末しようとするが失敗。一之の消息を確認するため泉宅へ行き、新一と遭遇、致命傷を負わせた。その後、母の仇を取ろうと追ってきた新一と対決し、異様な身体能力を得た新一によって追い詰められ、ジョーの奇襲により倒される。

## 設定

### 物語の舞台
本作の連載と同時代、1980年代末から1990年代初頭が舞台となっている。不良生徒の描かれ方には当時の時代感が反映されており、学生服のスカート丈を長くした女子生徒や、パンチパーマをかけた前髪を高く盛り上げた髪型の男子生徒などが描かれている。
物語に登場する地名には主に架空の市町村名が用いられているが、物語冒頭でパラサイトに捕食された一家は主人公の自宅から約10キロメートル先に所在しているとされ、その後に同名の家族がいる一家が「神奈川県××市」の自宅で惨殺されたと言及されている。また劇中で主人公の通う学校に駆けつけた救急車に、書き文字で「相模原（数文字不明）局」という実在の地名が書かれているのを判読できる場面がある。
主人公の住む地域と隣接する自治体名として「東福山市」という架空の地名が登場しており、物語後半で主人公らの敵となる広川が市長として就任するほか、登場人物のひとりである加奈の自宅や、クライマックスの舞台となる市役所が所在していると言及されている。また、主人公の母親が旅行先で殺害され復讐の戦いの舞台となる地名として「桜崎」という架空の地名が登場するが、劇中では静岡県の伊豆に所在しているとされ、主人公の家から向かうにはJR沼津駅から沼津港を経て高速船で向かうのが最短で、三島駅からバスで向かうのが次善であると言及されている。
主人公たちが通っている高校は「西校」と呼ばれており、主要登場人物らの学生生活が描かれているが、原作中では正式な学校名は明かされていない。他には加奈や光夫が通っている「北高」という名の隣町の高校や、「田村玲子」が講義を受けていた「東南大学」という名の大学が登場する。

### パラサイトとは
元来の「パラサイト」とは寄生生物全般を表す英語parasiteである。それから転じて、人間に寄生して脳を食べて体を乗っ取ってしまう謎の生命体を、劇中における日本政府・日本人が「パラサイト」と呼称している。劇中では「寄生生物」や「バケモノ」とも呼ばれており、「寄生生物」にルビで「パラサイト」と表記される場合もある。パラサイト自身が自分たちを指してパラサイトと自称する場面は少なく、劇中では単に「我々」または「仲間」などと呼んでおり、「寄生生物」にルビで「われわれ」「仲間」などと表記される場合もある。パラサイトには細かい設定やルール付けがなされており、それらが複雑に絡み合っている。

#### 寄生ルート
パラサイト誕生のあらまし
劇中での最初の描写は、ボール状の卵のようなものが世界中の上空にどこからともなく飛来し、地上に落下していく場面から始まる。彼らがどのような経緯によって誕生したのかは劇中では明確にはされず、後の描写においても地球外生命体説、突然変異説、病気説、バイオ兵器説などが入り乱れて結論が出されていないと説明されているが、作者としては地球上のどこかで発生し風で運ばれたイメージだったという。
劇中では、卵のようなものから生まれて脳を奪ったパラサイトたちが捕食した人間の遺体（食べかす）は各地で発見されたものの、パラサイトの正体を知っている人間は、当初は新一だけだったと言及されている。劇中のニュースでは「ミンチ（ひき肉）殺人事件」として扱われ、まず猛獣や変質者によるものと思われた。被害の中心は人口の多い都市部で、物語の舞台となる日本国内だけではなく世界中で犠牲者が増えているとされ、唾液が検出されカニバリズムが想定されたことと、5ヶ月たっても犯人が1人も捕まっていないことから、狂信的集団や悪魔的集団の組織犯罪と認識された。その後、いくつかの事件を経てさらに複数の説が挙げられる中、徐々にパラサイトの存在が明らかになり、劇中の世界を騒がせるようになる。
寄生前の形状
卵のようなもの
鞭毛のような毛で包まれたテニスボールほどの大きさの卵のようなものから幼生パラサイトが生まれる。劇中では落下時にも衝撃で破損せず、着地時にバウンドする様子が描写されている。
幼生パラサイトの形態
孵化した直後は、大きめのヒルかミミズのような形態（新一と宇田は当初、ヘビと誤認した）をしている。頭部にあたる部分は先端がドリル状になっており、上半身にあたる部分には小さな突起物が四方八方に数本生えている。閉じられた襖や、ドアのわずかなすき間から侵入する描写もある。跳躍力もあり、新一に寄生したミギーはタンスほどの高さから目標めがけて飛びついており、宇田に寄生したジョーは顔の高さまで地面からジャンプしている描写がある。

人間への侵入方法
孵化するとすぐに本能に基づいて、地を這って移動し人間を探す。そしてドリル状になった先端部分を伸ばす動作の後、人間の鼻や耳など頭部の孔から侵入する。この時ドリル部は強い力を発揮し、耳からの侵入に失敗したミギーやジョーの場合、皮膚や着ていたポロシャツを突き破って体内に侵入している。その後は脳に向かって進行し、寄生に成功すると宿主の頭部および首の辺りまでが完全にパラサイトの組織に置き換わる。劇中に登場する学者の由井による島田の解剖結果は「ポリエチレングリコールのような物質により細胞膜を瞬時に変化させた細胞融合と言うべきもの」として推測されている。

#### 思考的特性
本能
幼生パラサイトは、「人間の脳を奪って寄生する」という本能により行動する。続けて、寄生生物が肉体を奪うことに成功した際に発せられる本能（田宮によると「命令」）は、「この種を食い殺せ」つまり、共食いにより人間の数を減らすことだとされる。寄生生物の行動パターン原理の大半はこれに従って形造られている。
基本的な思考パターン
性格には個体差はあるが、基本的には思考パターンが人間とは全く異なる。そのため、人間の感情を理解することも無く自己中心的で冷酷である。生存本能が強く、自分の生存を守るためならたとえ同種であっても他者を殺すことをためらわない。
ミギーやジョー、あるいは擬態を解いている時のパラサイトはしばしば豊かな表情を見せるものの、パラサイトの表情は本質的には人間と異質であり、人間に擬態している時にはたいてい無表情である。基本的にパラサイトには喜怒哀楽などの感情は極めて少なく、人間の表情を研究して真似ようとしている個体（三木）も登場しているものの、その表情は無表情以上に人間味のないものとして演出されており、人間味のある表情を作ることは難しいようである。ただし、知能が高く経験を積んだ個体である田宮玲子は、劇中で人間的な「笑い」を自覚しており、また草野が人間のような「怒り」の表情を自然に発現させていることを指摘している。島田はその無表情な顔のせいで、同じクラスの裕子から密かに「能面男」と呼ばれていた。
知性は非常に高く、テレビや本などを通してほんのわずかな時間で人間の言語を習得している。
登場時のパラサイトたちは基本的に個人行動しているが、一部のパラサイトたちは田村などを中心に時折集まり、様々なことについて話し合いで方向性を決めるなど徐々に社会的・組織的に活動するようになった。
思考変化、個性
パラサイトの思考や行動は、寄生する宿主の環境や様々な状況から影響を受けて変化し、それが個性となる場合がある。
田宮は脳を奪った当初、宿主の以前の立場をそのまま引き継ぐという珍しいタイプで、その後様々な要因からパラサイトとしての性質・考え方が大きく変化した。
時が経つにつれ、田村のように人間の考え方について勉強しようとしたり、ミギーのように他人のために命を投げ出したりする変化が現れた。また、そうとは知らず「怒り」の感情を抱く草野、あえて普通の人間のように表情を変え欺こうとする三木、さらに田村は宿主の肉体が生んだ子供であるにもかかわらず、人間で言う「母性」を持って、死を覚悟して子供を守っている。
このように感情、もしくはそれに類似する物が発生した個体も存在し、その可能性については未知数なところが多い。後に田村は草野が自身のリンチを決行したことに対し、「徹底して合理的な行動・考え方をするパラサイトは、組織づくりも容易いと思っていたが、見込み違いだった。寄生生物それぞれが個体差――個性を持ったことを喜ばしく思う」と語っている。
名前に無頓着
考え方を表す特徴の一つに「自身の名前に対して無頓着」というものがある。パラサイトたちは「大した意味はないが、便宜上とりあえず名付けた」というような名前のものが多い。劇中では、三木を除いたミギーや後藤など多くのパラサイトが異口同音に「名前なんてどうでもいい」という考えを語っている。
新一がミギーの名前を考えた時に「いらん。私は人間ではないし、ペットでもない」と一度断わっており、便宜上ミギーを名乗るようになった後も名前の必要性を感じていない。また、ジョーのように、しばらくは名無しで通しており、それで十分としていた者もいる。加えて高い知性を持つ田宮良子ですらその傾向が見られ、元の立場を捨てて顔と立場を変えて別人になった後も、名前に無頓着なため元の名前に似た「田村玲子」に改名している。三木はミギーと同じく「右腕→みぎ」という意味に由来しており、ミギーと会った後に「ほんとにみんな呼び名に工夫がない」と気持ちを漏らしている。

#### 身体的性質
身体的な特徴として、パラサイトは基本的に物を考える「寄生部分」と、元の人間や生物の肉体である「宿主」に分かれる。
寄生部分の役割
パラサイトは人間の脳を奪うと首から上と同化して全身を操り、顔は同じでも元の宿主とは全く別の人格となる。寄生部分である表面を含めた頭部全体が「脳細胞」の状態となり、脳・眼・触手・口などの役割を兼ねる。
一見すると一般の人間と同じだが、頭部は自由に変形しゴムのように伸縮したり、鋼鉄のように強くすることができる。刃物の形状で攻撃する際には鉄をも切断するほど強力であり、重いものを持ち上げる腕力と動きの素早さも尋常でなく、一般人の動体視力ではその動きを捉えることすら不可能に等しい。
これらの要素を総合し、劇中に登場する学者の由井は、パラサイト細胞体のことを、わかりやすい例えとして「考える筋肉」と表現している。
頭部やその他の特徴
寄生体は、痛覚に対する恐怖感を持っておらず、体のどの部分を攻撃されても痛みを感じて怯む様子を見せない。ただし感覚を持っていないわけではないらしく、自身が受けたダメージが命の危険に及ぶかどうかについては気づく。Aは痛みに弱い人間や動物を「痛がり屋」と表現して蔑視している。
人間の細胞よりも強力な性質を持つため、排除されたり吸収されることはない。加えて頭部を切りつけられても容易に再結合でき、生命や思考力に影響は無く、再度血液の循環する人体内などへ入り込めば生命を維持できる。ただし、あくまでも「寄生生物」に過ぎず、宿主の内臓や消化器官を借りて生きているため、主要な内臓の機能が失われれば死んでしまう。同じく頭部が肉体から切り離されると、その体を維持できず、死ぬ直前の形態のまま急速にミイラ化して死ぬ。
身体能力を引き出す
寄生体は、宿主の体を身体能力の限界に近い状態で長期間稼働させることが可能である。劇中に登場する学者、由井の分析によると「全身の司令塔の役割を150%も果たしきる能力を持っている」とされる。作中での島田は体育の授業で優れた身体能力を活かしてスーパープレイを披露している。ただし、寄生部分以外はあくまでも人間のままであるため、Aの場合コンクリートを素手で殴って腕が折れ、田宮良子は人間を片手で放り投げて肩を脱臼するなど、理性や痛覚が働かないために限界を超えた負荷を掛けて負傷することもある。
また、学習能力も高く、ミギーは新一に寄生してから1日で日本語をマスターし、宿主である新一の知らない間に車の運転を習得している。
弱点
先述のとおりパラサイトには様々な性質・特別な能力があり、少々の攻撃では防御されたり、ダメージとして感じないなどほぼ影響がない。パラサイトを殺害するには寄生部位ではなく、弱点である宿主の肉体への攻撃が不可欠だが、常人が武器なしで彼らと戦うことは自殺行為に近い。有効な攻撃方法としてショットガンにより直径7.6ミリの1B弾を心臓へ撃ち込む面的破壊が考案され、市役所戦ではこの方法で多くの個体を葬った。
また、物理的な攻撃には極端に強靭な一方で、強酸を浴びたり、毒物を体内に取り込まされる、火をつけられるなど、細胞同士の反応がずれたり、伝達に齟齬が生じる攻撃には耐性がなく、不覚を取ることがある。

#### 一般的生態
コミュニケーション方法
パラサイト自ら人間に寄生して脳に成り代わるため言語などは引き継がれず、寄生後にそれぞれが独自の方法、周囲の状況に応じて学習することになる。基本的には言語による会話、文字、その他、人間が持ち得るあらゆる通信手段を行使可能である。
コミュニケーションにおける最大の特徴として独自の通信手段を持っており、微弱ながら特殊な脳波のようなものを常に発信、および受信することで、付近にいる同種の存在をお互いに感知することができるとされる。受信の有効半径は約300メートルだが、発信元の個体の判別についてはパラサイト同士でも難しい。ただし、予め発信パターンを仲間内で決めておけばモールス信号のように簡単な通信手段として使うこともできると説明されている。なお、パラサイトが一番強く発する信号は「敵意」や「殺意」とされている。
この脳波は通常の人間では受信できない。なお、作中の人間では加奈だけが微弱ながら感じ取り、さらにその加奈からも信号を発信できるかのような描写がなされた。
食事
一般的なパラサイトは、本能により宿主と同種の生物（人間なら人間、犬なら犬）を主食としている。前述の通り消化器を含めた内臓は宿主のものを流用しているため、その生物の本来の食事だけでも（共食いをしなくても）生きていくことはでき、田村はそれを実証した。「人間を食い殺せ」という最初の本能があるにもかかわらず、人間を捕食しなくても生きていけることは、田村にとって自己実存の疑念となった。
また、アルコールなどを摂取すると通常の人間同様に酔っぱらい、人間の顔に戻したつもりが知らず知らずのうちに顔が歪んでしまう。他にもタバコや麻薬、その他薬物など「有害物質」を含んだ人間の肉は好まない。
パラサイトが出現し始めた頃は、行き当たりばったりにその場で人間を殺して食べ、食べかす（遺体）を放ったらかしにしていた。その後、一般人に見つかると色々と面倒になることを学習して、ナンパを装うなどして人間に近づき人気のない所で襲って食し、食べかすも処分するようになった。
一部のパラサイトたちは、広川剛志を中心としたグループを結成し、人間を食す場所を「食堂」と名づけて、基本的に街中に指定されたいくつかの場所で「食事」するというルールを作った。このため、表向きは「ミンチ殺人事件」が減ったように見えたが、その代わり行方不明者数が増えることになる。広川グループはその後崩壊し、それ以外にパラサイトがグループを結成している様子は無い。また、共食いをやめて普通の人間と同じ食事に移行したパラサイトもいた。
生殖活動・寿命
寄生生物には生殖能力が無く、新しい世代を作れない。寄生体の男女が宿主部分同士で性交を行っても、生み出されるのは、通常の宿主と同種の子供である。
パラサイトの寿命は不明だが、新一が初めて会った、人間に寄生したパラサイトは「我々（自身とミギー）が管理するこの肉体なら140年は生きられるだろう」と語り、ミギーを自分の肉体に誘ったことがある。

#### 寄生部位の分離・合体
分離・分裂
前述の通り、母体から離れたパラサイトは死んでしまうが、訓練して慣らすことにより一時的であれば自らの力で母体から離れて動いたり、複数に分裂・思考することができるようにもなる。ミギーの場合、当初試した時には最長3分間だった。ただし、分裂体が小さくなるほど分離時間は短くなり、ミギーは30%ほど小さくなった後に分離した時、想定していたよりも分離時間が短くなっていた。また、知能も落ちていき、余りに小さくなりすぎると分離してから数秒後に干からびて死ぬ。ミギーの場合、分裂前に「元の通り1つに戻る」などと簡単な意思統一（合言葉）をすることで元の状態に戻っている。田村玲子の場合、分裂させた寄生体を他者の肉体に潜り込ませることでミギーよりも長時間分離することが可能だった。
ミギーは細胞を作り出すことは不可能であった。なお新一の場合、ミギーの細胞が体中に散らばり取り込まれた際、身体能力が飛躍的に向上し、精神面にも影響があったような描写がなされている。詳細は後述。
寄生部分の他者への移動・合体
同じ部位同士の移動
寄生した肉体が致命傷を負った時には手近な他の人間の頭部を斬り落とし、相手の頭部へ移動してつながりその肉体を奪うケースがある。ただし、性別の異なる体へ移動した場合は、生殖器あたりを操る方法が分からず尿を漏らすなど、さらに拒否反応が起こる。
パラサイトによると脳ほど複雑でない「腕から腕」などへの移動は簡単にできるとのこと。ただし、ミギーが別のパラサイトから自分の右腕に移動（つまり合体）してくるよう誘われた時に「肉体の移動に確信が持てない」との理由で断っている。
別の部位への移動
初めに同化した部位よりも複雑な構造の部位（例えば「右手」から「頭部」）への移動は「操り方が分からない」という理由で不可能だが、「頭」から「手」や「足」などの逆パターンは安易。
合体
複数のパラサイトが同居する寄生体は、1体のみが寄生するものに比べ、より強力になり、前述の通り長命も得られるという。

パラサイトの見分け方
パラサイトは頭部に寄生すると、髪の毛などの頭部の毛1本1本に至るまでパラサイトの細胞となる。前述の通り、細かい細胞のため髪の毛に意思はないものの、体から離れると戻ることはできないが、生きようとしばらくもがく。劇中ではこの性質を利用して、髪の毛を引き抜いて「毛がもがけばパラサイト」というように人間とパラサイトを判別するという方法が考え出された。劇中ではその方法が警察などの一部事情を知る政府関係者によって、特定の人間がパラサイトであるという疑いをかけられてリンチや虐殺に遭うことを防ぐ目的で意図的に「噂」として流され、一般市民の間で流行したことが描写されている。ただしその結果として、パラサイトの髪の毛を引き抜いた人間が殺害され捕食されている。
特殊な例として、上記の方法を使うことなく見分けられる人間もいる。浦上は「人間」と「人間以外の何か」を判別できており、後に人間以外の何か=パラサイトであることを知り、警察に協力させられた。山岸は、市役所戦に駆り出された浦上によるパラサイトの鑑定を見ているうちに、自らも浦上に頼らずに選別ができるようになっている。また、加奈は人間の集団の中に「運命の赤い糸」を感じる者がいたが、それがパラサイトだとは気づいていなかった。
人間以外の動物では、動物園から脱走したライオンが「A」と対峙した際、本能的に「自分より強いもの」として見分けて、怯えている。

#### 寄生失敗
本来この生物は、本能的に「人間の体内に潜り込んで脳を奪って寄生すること」が目的だが、様々な理由から「寄生失敗」となることがある。失敗したパラサイトは本能的に「人間の脳を乗っ取って寄生できず、失敗した」という認識を持っている。
- 侵入時のなんらかのアクシデントによって頭以外の部位に寄生（周辺組織と同化することもある）したパターン - ミギーやジョーがこのタイプである。
  - 脳を「食べた」パラサイトと違い「宿主となった種を捕食する」という本能が目覚めない[71]という大きな違いがある。彼らは寄生部位に宿主とは独立した意思を持ち、目や口などの器官もあるため宿主と会話できるのが特徴。
  - 他のパラサイトが「寄生した脳」が変形するのと同様、寄生した部位（ミギーなら右腕）が自由自在に変形することができる。戦闘時は、ミギーは新一と会話をしながら2人で作戦を練って、協力して攻撃と防御を織りまぜながら戦う。宇田の場合は寄生部位が「口から胸のあたり」ということで変形すると会話はできず、鼻だけで呼吸するので息苦しくなるが、逆に臓器の位置をずらして致命傷を避けられるというメリットもある。
  - 食事に関して、同種の生き物を共食いするという本能がないため[71]、宿主から養分をもらっており、そもそも食欲というものがない。ミギーの場合は食事の味は全く関係なく、むしろ栄養バランスを気にかけていた。また、普通よりも栄養分が必要になるためか、新一は寄生されて以降、食欲が旺盛になった。
  - 脳に寄生したタイプと遭遇した場合、「危険な存在」と認識され、抹殺される危険性が高い。さらに新一は後述の犬に寄生したタイプからも攻撃されている。
- 人間以外の生物に間違って寄生したパターン - 作中では犬に寄生したものが登場している。
  - 「同種の生き物を捕食する（共食い）」の本能は受け継がれているため、寄生した生き物（犬なら犬）を食べる。
  - 知能や戦闘能力は人間型に比べかなり劣っていたが、人語を理解しつつ拙いながらも言葉を発する。また、身軽さを活かして若干強引ではあるが、寄生部分である頭部を翼に変えて飛行するなど本来のイヌの能力を上回っていることには変わりない。

### 新一とミギーの変化
新一は物語の途中で母の体を乗っ取ったパラサイトに胸部を貫かれ、心臓への直撃により客観的には「即死」と形容されるようなダメージを受ける。しかし脳死に至る前にミギーが新一の体内に潜り込んで一時的に心臓と一体化し、蘇生を行いながら損傷を修復したことにより一命を取り留めた。その際、ミギーの体組織が心臓から拡散し、ミギーの細胞と新一の細胞が完全に結びつき、変質化したことによる影響（副作用）が起きている。
新一の変化
肉体面
「オリンピック選手並み」と形容されるほどの俊足や、助走なしで3メートルの壁を跳び越える跳躍力、素手で人体を貫通して心臓を抉り取り、そのまま片手で大人一人を放り投げてコンクリート壁を崩すほどの怪力、人ひとりを抱えたまま数メートル下へ飛び降りて爪先で着地しても平気な強靭な足腰、パラサイトの攻撃を見切る動体視力、300メートル先にいる人物の特徴を把握できる静止視力、遠くの会話を聞き分ける聴力など、常人離れした身体能力と五感を身につけた。脳を乗っ取ったパラサイトも常人以上の身体能力（新一ほどではない）が引き出せるが、身体に負担がかかり脱臼や骨折を起こすのに比べ、新一にそれはなく身体の強度自体も上がっている様子。その能力はミギーが眠っていても独力でパラサイトに対抗できるほどだが、さらにミギーが防御・新一が攻撃を行う「分業」という作戦により、並の個体では歯が立たない戦闘能力を得た。一方で、流石にパラサイトの硬化能力までは得ておらず痛覚も残っているため、打撃や斬撃に対するタフネス自体はパラサイトに後れをとる。
栄養分の吸収率や体力の回復力も向上しており、十分な食事と睡眠をとれば一晩程度の休養で見違えるほど回復する。
精神面
パラサイトのような感情鈍磨や、異常なほどの感情の切り替えの早さが生じる結果となり、感情を揺さぶられても涙を流すことができなくなった。人間の死を目の当たりにしてもすぐに平常心を取り戻すなど、精神的な動揺から即座に立ち直ることができる強みを得た反面、そうした振る舞いは新一を冷酷な人物のように見せることになり、家族や友人たちを困惑させ、ミギーにさえも「物騒」と言われ、また新一自身もそのことに苦悩するようになる。
この原因を、新一はミギーの一部が自分の心に混じった結果であると考え、気がつかないうちに脳まで乗っ取られているのではないかという不安を抱くが、ミギーは細かくなった自分の細胞自体は意思を持たないため、毛細血管まで入り込んで脳に達することはないだろうと考え、新一が生物として強くなった影響であると推測した。その一方で里美は新一が人知れず抱える苦悩が大きすぎるためにそのような精神状態になったのだと察する。劇中では、どの推測が正しかったのかという明確な結論は出されないが、新一は後に田村玲子（田宮良子）の最期に立ち会うことで精神的に救われ、再び涙を流すことができるようになった。

ミギーの変化
治療を行った際、パラサイトとしての性質に突然変異をきたし、一日のうち連続して4時間程度、不定期に同族を察知する能力さえ働かない「完全な眠り」に陥るようになった（眠る前に形質を変化させておけば、眠っている最中も維持される）。この間は、普段よりさらに発信する「信号」が弱くなり、冬眠したような状態になる。同時に新一の全身に散らばった全体の1/3にあたる寄生細胞が回収不能なため、腕の付け根まであった寄生部分が肘の上あたりまでとなった。

## 作品解説

### 漫画史的位置づけ
本作を連載していた当時の『月刊アフタヌーン』は、主流や王道から外れた独創的な漫画作品を掲載している雑誌の中では最も著名と言える位置づけの雑誌であった。本作が連載されていた1990年代半ば頃は、漫画の売れ行きがピークを迎えると同時に「近頃の漫画はつまらない」という言説が取りざたされるようになった時期でもあった。本作はそうした言説の中にあって例外として評価された作品でもある。連載当時における本作は、藤島康介の『ああっ女神さまっ』と並び立つ『アフタヌーン』の看板的な作品であった。雑誌編集部は長く連載を続けさせたい意向であったともいわれ、1995年の連載終了後も、『アフタヌーン』のコラボレーション企画では比較的大きな扱いを受けている。なお本作は、根強い人気を持ちながら知名度の低い作品という印象で語られがちであるが、単行本はロングセラーとなっており累計発行部数は多い。
本作の連載中は環境問題が大きなブームとなっており、また連載が終了した1995年初頭は阪神・淡路大震災や地下鉄サリン事件の影響も相まって社会に終末感が漂う時代でもあった。本作は普遍的な題材を扱いつつも、連載当時の時代性や風潮、若者の言葉遣いなどが色濃く反映された作品でもある。本作のように人外の生態系の側から環境問題を問う形で物語が始まるものの、物語の途中でそれが否定され異なる結論に到達する構造は、宮崎駿の漫画版『風の谷のナウシカ』や、楳図かずおの『14歳』といった同時代の漫画にも見ることができる。特に漫画版『風の谷のナウシカ』と本作は、いずれも連載当時の環境問題ブームと関連づけられて評価されながらも、著者がそのブームに対して否定的な見解を述べていることや、隣人的な存在が敵となるという他者感覚、人類が罪を背負って生きていくという結末などの点で共通点がある。

### 執筆
作者の岩明によれば、本作の元となる作品の構想を思いついたのは漫画家としてプロデビューする前のことであるという。最初から「主人公の手が意思を持って動き出す」という状況に「環境問題」を絡めて描くというところまでは決まっていたものの、当初はラブコメディー的な内容の投稿作品を想定していたとされる。当初はお蔵入りのアイディアとなっていたものの、岩明にとって最初の連載長編作品であった『風子のいる店』における反省点を活かせる題材として日の目を見ることとなった。連載開始時は読者に訴えるような強いメッセージ性を込める意図はなく、「嫌な理屈で来る新型生物を読者に紹介する」という程度の気構えであったと述懐しているが、連載を終える頃までには何事もテーマと結びつけて深く考えるのが日課となっていたという。
当初は全3話完結の予定で、そのため「モーニングオープン増刊」で連載された。人気作品となり結果として7年間連載、コミックス全10巻の長期作品となった。
当初の掲載誌であった『モーニングオープン増刊』で発表された第3話まででまとまった話になっており、この序盤において既に物語全体のテーマが縮図として提示される形となっている。その後『月刊アフタヌーン』へ移籍してから最初のエピソードとなる第4話では、『アフタヌーン』からの読者に向けた仕切り直しのプロローグが描かれた。岩明は、基本的な構想自体は連載初期から大きく変わることはなかったとしており、物語終盤における最大の敵となるパラサイト「後藤」との対決も、最終的にはその結末が変更されたものの、連載初期から予定されていたと語っている。岩明が得意としているのは伝統的なストーリーテリングの技法に則って計算し尽くされたドラマツルギーであり、本作もまた1928年にウラジーミル・プロップが分類したストーリー類型「昔話の構造31の機能分類」に沿った構造となっているのが見て取れ、物語全体に程良く張り巡らされた伏線の回収は巧妙かつ模範的なものとなっている。特に、表題の「寄生獣」という単語の意味が明かされる第55話の展開（「#概要」を参照）は、劇中における人間とパラサイトの関係を反転させるどんでん返しになっているが、この展開は第1話の最初のページから周到な伏線が張られており、連載開始から約6年越しの伏線の回収で読者を驚かせる仕掛けになっている。
一方、テーマには変遷もあったという。当初は「愚かな人間どもに対する警鐘」的な結末が構想されていたが、本作の連載が進むにつれて類似のテーマが世間で流行して陳腐化していくようになると、そのことに疑問を感じた作者が方向性を転換した。最終的に当初のテーマは、主人公たちの敵となる登場人物・広川個人の思想として引き継がれ、イデオロギーとしては否定的に描かれつつもその後の展開に影響を及ぼす軸となっていく。結果として物語は単なる環境問題の啓発や、環境問題を掲げて人間を批判する広川との対決で終わることはなく、人間とパラサイト、主人公自らの存在意義を追求するSFとして奥行きを持った展開が描かれていく。
作者の岩明は、登場人物の容姿を設定するに当たって、身近な人物をモデルとすることは避けていたが、その数少ない例外として、鏡に映してミギーのモデルにしていた自身の左手を挙げている。また、最終話で殺人鬼・浦上が武器として用いた肉厚のナイフのモデルは、資料として購入した実在のナイフであるという。さらに岩明は最終巻のあとがきで以下のような余談を明かしている。岩明は連載の最終話を脱稿した後、友人との酒の席で、酔った勢いで「浦上のナイフ」を弄び、誤って左手の親指を爪先ごと切り落とす怪我を負った。しかし指先は2か月後には元通りに再生し、「まるでミギー」という感慨を抱くと同時に、それ以上に人間の身体が大自然に支配され生かされていることを改めて思い知ったという。

### 表現
岩明の作品の特徴として、刃物による殺傷表現といった「切断」のシチュエーションへの執着を指摘する意見もある。特に本作の場合、人間の頭部に擬態したパラサイトが触手を刃物に変形させ、攻撃態勢を取る際には、あたかも人間の頭部が切り刻まれるかのように裂け、頭の断面が露出するような形態となる。この予備動作は同時にパラサイトの刃物によって犠牲者が切り刻まれる様子と対比されるものとなっており、加害者と犠牲者の双方で人体損壊の様子を見せる効果を生んでいる。岩明が手掛ける他の作品同様、パラサイトに切り刻まれて捕食される犠牲者の死は即物的に描写されており、具体的でありながらも簡潔かつ象徴主義的で、本能的な行動として捕食するパラサイトと状況を理解できないまま殺される犠牲者といった図式を淡々と描くような、徹底的にドライな描写がされている。遺体は写生画のように描かれる。一方で、人間側に与するパラサイトであるミギーとジョーには、攻撃の際に内部構造が露出する表現が用いられない。
岩明の画風は流行からかけ離れており、作画の技巧という面ではあまり高くは評価されていないものの、岩明は大学で美術を学んでおり、本作の連載初期には美術の技法を応用した独特の線や面の表現を見ることができる。ただし本作の連載が長期に及ぶにつれて絵柄の変遷もあり、物語か終盤に差し掛かる頃には、岩明の画風に漫画的な記号表現が取り入れられていくのを見て取ることができる。

### 影響を受けた作品と与えた作品
人間に擬態するパラサイトの設定、人間を襲う際に変体して現す正体の容姿や描写、特に物語序盤にイヌに寄生したパラサイトは、1982年のアメリカ映画『遊星からの物体X』から影響を受けたとも言われる。ただし『遊星からの物体X』は人間に擬態した地球外生物への恐怖で仲間同士が疑心暗鬼に陥るという典型的な「エイリアン侵略もの」の作品だが、『寄生獣』は同作のような「エイリアン侵略もの」の類型には収まらない展開となっている。また1972年の永井豪による漫画『デビルマン』との様々な側面での近しさもしばしば指摘され、本作の作者である岩明もそのことに自覚的であることは、『デビルマン』へのトリビュート企画として発表されたアンソロジーコミック『ネオデビルマン』でも示唆されている。
一方で、本作に登場するパラサイトの描かれ方は、1991年のアメリカ映画『ターミネーター2』にも影響を与えたといわれ、具体的には同作で敵として登場し、液体金属によって自在に姿を変化させる人造人間「T-1000」の動きは本作の影響を受けているとも言われるが、これは岡田斗司夫の発言が元になった都市伝説である。
また、作者である岩明均は1992年の3月号の『アフタヌーン』のインタビューにて『ターミネーター2』をお気に入りの作品として挙げている。

### 評価
早稲田大学教授・文芸評論家の加藤典洋は「文学を含め、戦後のベストテンに入る」としている。また「進路選択に迷ったとき、あるいは大学の授業がつまらないと感じたとき、異性にふられて悲しいときに読んでみることを薦める」としている。
評論家・哲学者の鶴見俊輔はこの作品を「人生、2度目の衝撃でした」、「生涯に読んだもっともおもしろい本のひとつ」と評しており、夕食後読み始めて全巻を読了したときには夜が明けていたという。竹田青嗣も当作品を薦められた際に徹夜したが、その結果喀血し、結核の疑いで約1か月病臥した。
心理学研究家の山竹伸二は書評“親殺しの文学”において「誰かが救うのではなく、自分自身で救う」という、外側からの救出ではない内側からの自己救出の物語として、村上春樹の『海辺のカフカ』と共に『寄生獣』を挙げている。
福本伸行はお勧めの漫画のベスト3を挙げるよう求められた時、その中の一つに挙げている。
1993年に第17回講談社漫画賞一般部門を受賞。1996年に第27回星雲賞コミック部門を受賞。

## 書誌情報

### 単行本
- 岩明均 『寄生獣』 講談社〈アフタヌーンKC〉、全10巻
  1. 1990年7月20日発売[129]、ISBN 4-06-314026-1
  2. 1991年1月18日発売[130]、ISBN 4-06-314029-6
  3. 1991年7月18日発売[131]、ISBN 4-06-314036-9
  4. 1992年1月20日発売[132]、ISBN 4-06-314040-7
  5. 1992年8月19日発売[133]、ISBN 4-06-314045-8
  6. 1993年1月19日発売[134]、ISBN 4-06-314054-7
  7. 1993年7月20日発売[135]、ISBN 4-06-314064-4
  8. 1994年2月16日発売[136]、ISBN 4-06-314076-8
  9. 1994年11月11日発売[137]、ISBN 4-06-314095-4
  10. 1995年3月15日発売[138]、ISBN 4-06-314107-1

### 完全版
完全版では連載当時のカラー原稿がカラーページとして収録されているほか、連載時に掲載誌上で読者と交わされた一問一答やアフタヌーンKC版のあとがきの再録、鶴見俊輔による解説文が収録されている。
- 岩明均 『寄生獣（完全版）』 講談社〈KCデラックス〉、全8巻
  1. 2003年1月21日発売[139]、ISBN 4-06-334664-1
  2. 2003年1月21日発売[140]、ISBN 4-06-334665-X
  3. 2003年2月19日発売[141]、ISBN 4-06-334680-3
  4. 2003年2月19日発売[142]、ISBN 4-06-334681-1
  5. 2003年3月14日発売[143]、ISBN 4-06-334692-7
  6. 2003年4月21日発売[144]、ISBN 4-06-334697-8
  7. 2003年5月22日発売[145]、ISBN 4-06-334722-2
  8. 2003年6月21日発売[146]、ISBN 4-06-334734-6

### 新装版
表紙を変更した新装版が発売されている。ISBNがアフタヌーンKC版と異なる。完全版と異なりカラーページはない。
- 岩明均 『新装版 寄生獣』 講談社〈KCデラックス〉、全10巻
  1. 2014年8月8日発売[147]、ISBN 978-4-06-377048-3
  2. 2014年8月8日発売[148]、ISBN 978-4-06-377049-0
  3. 2014年8月8日発売[149]、ISBN 978-4-06-377050-6
  4. 2014年8月8日発売[150]、ISBN 978-4-06-377051-3
  5. 2014年9月9日発売[151]、ISBN 978-4-06-377058-2
  6. 2014年9月9日発売[152]、ISBN 978-4-06-377059-9
  7. 2014年9月9日発売[153]、ISBN 978-4-06-377060-5
  8. 2014年10月9日発売[154]、ISBN 978-4-06-377072-8
  9. 2014年10月9日発売[155]、ISBN 978-4-06-377073-5
  10. 2014年10月9日発売[156]、ISBN 978-4-06-377074-2

### 文庫版
2003年の『寄生獣（完全版）』に準じた内容を文庫サイズに縮小して発売された。完全版と異なりカラーページはない。
- 岩明均 『文庫版 寄生獣』 講談社〈講談社文庫〉全8巻
  1. 2014年10月15日発売[157]、ISBN 978-4-06-277943-2
  2. 2014年10月15日発売[158]、ISBN 978-4-06-277944-9
  3. 2014年11月14日発売[159]、ISBN 978-4-06-277959-3
  4. 2014年11月14日発売[160]、ISBN 978-4-06-277960-9
  5. 2014年12月12日発売[161]、ISBN 978-4-06-277961-6
  6. 2014年12月12日発売[162]、ISBN 978-4-06-277962-3
  7. 2015年1月25日発売[163]、ISBN 978-4-06-277963-0
  8. 2015年1月25日発売[164]、ISBN 978-4-06-277964-7

### コンビニコミック版
実写映画版の公開に合わせる形で、コンビニエンスストアを通して流通する形態の廉価版がコンビニコミックとして発売された。ペーパーバックの装丁で、アフタヌーンKC版の単行本全10巻分の内容を全3冊に収録しており、表紙には実写映画版の写真が用いられている。アフタヌーンKC版では最終巻巻末に収録されていた付記（作者あとがき）は収録されていない。
- 岩明均 『寄生獣』 講談社〈講談社プラチナコミックス〉 全3巻
  1. 「寄の章」2014年11月14日発行（同日発売[165]）、ISBN 978-4-06-385611-8
  2. 「生の章」2014年11月28日発行（同日発売[165]）、ISBN 978-4-06-385612-5
  3. 「獣の章」2014年12月12日発行（同日発売[165]）、ISBN 978-4-06-385613-2

### 電子書籍
本作の電子書籍版は、アフタヌーンKC版の単行本に準じた内容の通常版のほかに、連載当時にはモノクロであったページにも彩色を施した全10巻の『寄生獣 フルカラー版』が、2014年2月21日から2014年5月9日にかけて発売されている。

### 他言語版
以下の12か国語に翻訳されている（2024年6月現在）。
中国語版（『寄生獸』）
台湾の東立出版から1998年9月に全10巻で刊行された。
完全版は香港の天下出版から2005年に全8巻で刊行された。
イタリア語版（『Kiseiju: L'Ospite indesiderato』）
1998年10月にPhoenix Enterprise が刊行を始めて、第4巻から第8巻（完結）まではMagic Press が刊行した。
完全版は RW Edizioni から2014年から2016年にかけて全8巻で刊行された。
英語版（『Parasyte』）
Mixx (Tokyopop) 版は1999年から2002年にかけて全12巻で刊行された。Mixx 版では左開きに対応させるため、原作の左右を反転させており、「ミギー」の名前も「Lefty」と改められている。また新一は「Shin」、田村玲子は「Tamara Rockford」となっている。寄生生物を表す英語は英語: parasiteだが、訳題では綴りが変えられている。
Del Rey 版は2007年から2009年にかけて全8巻で刊行された。右開きに戻され、翻訳と登場人物の名前も原文に忠実に改められた。
Kodansha America 版は2011年から2012年にかけて全8巻で刊行された。フルカラー版全8巻は2022年から刊行中。
フランス語版（『Parasite』）
Glénat 社から全10巻で2002年11月から2004年8月にかけて刊行された。
韓国語版（『기생수』）
鶴山文化社から全8巻で2003年に刊行された。
タイ語版（『ปรสิต』）
Siam Inter Comics から完全版が全8巻で2011年に刊行された。
フルカラー版は『ParasytE ปรสิต คู่หูต่างโลก』として Jumbo から2019年に刊行された。
ブラジルポルトガル語版（『Parasyte』）
Editora JBC から全10巻で2015年から2016年にかけて刊行された。
インドネシア語版(『Parasyte』)
Elex Media Komputindo から全10巻で2016年から2017年にかけて刊行された。
ドイツ語版(『Parasyte - Kiseiju』)
Panini Verlags GmbH から全8巻で2016年から2018年にかけて刊行された。
スペイン語版(『Parasyte』)
Planeta DeAgostini Cómics から全8巻で2016年から2018年にかけて刊行された。
ベトナム語版(『Ký sinh thú』)
Nhà Xuất Bản Trẻ から全10巻で2021年に刊行された。
ポーランド語版(『Pasożyt』）
Studio JG から全8巻で2021年から2023年にかけて刊行された。

## テレビアニメ
『寄生獣 セイの格率』（きせいじゅう セイのかくりつ）のタイトルで、2014年10月より2015年3月まで日本テレビほかで放送された。全24話。副題のうち「セイ」にはさまざまな同音異義語を含んだ多義的な意味づけがなされ、また「格率」はイマヌエル・カントによる哲学用語に由来するとされる。
テレビアニメ化の発表は、同年の実写映画版の発表と同時に行われた。テレビアニメ化が発表された2013年頃における映画・放送業界では、実写映画とテレビアニメの企画を同時進行させることが多く行われており、本作の同時映像化もその流れに沿ったものである。こうした商業展開には、原作に準拠した内容のテレビアニメ版で原作の世界観を視聴者の間に浸透させた上で、原作とは別物という認識が一般的となっている実写映画版へと繋げるという意図が込められている。
原作漫画が連載当時の時代を舞台としており、不良生徒の描かれ方などに当時の時代性を感じさせる描写がされていたのに対し、物語の舞台が21世紀に変更されており、登場人物がインターネットを利用する様子が描写されたり、登場人物が所持している小道具類がスマートフォンなどのデジタル機器に変更されたりするなど、放送開始時点における世相を反映させた日常風景が描写されている。
また多くの登場人物の外見は、原作者である岩明の了承を受けた上で変更されている。これについてプロデューサーの中谷敏夫や、キャラクターデザインを務めた平松禎史は、原作における普遍的な部分は連載開始から26年が経過した現在においても変わっていないとし、これを現代の出来事として視聴者に見せるためのアレンジだったとしており、物語の舞台となる時代は置き換えつつ、変更は表層的な部分のみに留めるようにするという意識が制作スタッフの間で共有されていたとしている。
制作スタッフの間には原作ファンも多く、展開の都合で原作にあった台詞を削ると不満の声を寄せる者もいたという。放送前にキャラクターデザインや出演声優が発表された際には原作読者の間で賛否両論を起こしたが、本編の内容は原作の台詞や伏線を忠実に拾ったものとなっており、放送開始後は出演声優やキャラクターデザインに対する批判は沈静化していった。
パラサイトが人間を殺戮する場面の残酷表現は、闇雲に除外してしまっては原作の持つ哲学を表現できないという考えから、細部に渡って検討を重ねることで、表現規制や視聴者層との折り合いをつけることが試みられた。Ken Araiによる劇伴は、一般的なテレビアニメのセオリーに反して自己主張の激しいダブステップ風のエレクトロニック・ダンス・ミュージックを用いる挑戦的な作風となっており、放送開始直後から視聴者の間で賛否両論を呼んだ。

### 登場人物（アニメ）

#### 主人公
泉 新一
声 - 島﨑信長
主人公。容姿にアレンジが施され、目鼻立ちは原作に沿った容姿となっているものの、登場当初は眼鏡をかけており、原作とは印象を異にする姿で描かれている。しかしこの眼鏡は新一の変化や成長を表現するための小道具で、第6話でミギーとの融合が進んでからは眼鏡を外すようになり、さらに第7話で母親の仇との決着がつき復讐を終えた後には原作同様に髪型をオールバックにして登場する。オープニング映像では第1話の時点から後者の姿も描かれている。
物語開始時の年齢には差異があり、原作では物語序盤の時点で高校1年生だったが、本作では高校3年生となっている。また原作の新一がしばしば英単語が入ったTシャツを着ており、書かれた単語によってその心情を暗示するという描写がされていたのに対し、交通標識が書かれたTシャツによって彼の状況を暗示している。新一が通う高校は、原作では単に「西高」と呼ばれていたが、「西福山市立西福山高校」という架空の学校名が設定されている。
ミギー
声 - 平野綾
新一の右手に寄生したパラサイト。原作では、新一の協力で図書館から借りた本で知識を得ていたのに対して、時代設定の変更を反映し、タッチパネル式スマートフォンやデスクトップパソコンを用いて、インターネットからも知識を得るという描写に変更されている。

#### 新一を取り巻く家族
泉 一之
声 - 相沢まさき
新一の父親。原作に忠実な容姿で描かれている。紙面で新聞を読んでいた原作とは違って、本作ではタブレット（スレート型PC）画面上で新聞を読み、携帯電話を使いこなす人物として描写されているが、第5話ではいずれもパラサイトに襲われて海に落ちた際に水没して破損し、新一に助けを求める際には原作通りに公衆電話を使う描写がされている。
泉 信子
声 - 笹井千恵子
第1話から第5話にかけて登場。新一の母親。役回りに変更は無いが、原作とは髪型や服装が異なる。第5話でパラサイトに背後から襲われた際には、伸ばしていた後ろ髪を首ごと切断されたことを示唆する描写がされており、パラサイトに寄生されて以降は、髪を肩口で斜めに切り揃えた髪型で登場する。

#### 新一を取り巻く学生
村野 里美
声 - 花澤香菜
新一と同じ学校に通うガールフレンド。原作の連載当時のアイドルのような髪型のシルエットを継承しつつも、放送時点での現代風の容姿に変更され、前髪を髪留めでまとめて額を出したポンパドゥールの髪型になっている。
君嶋 加奈（きみしま かな）
声 - 沢城みゆき
第5話から第12話にかけて登場。隣町の高校の少女。原作では「スケ番」と形容されるような昭和の不良少女として描かれていた。原作では靴下を履いていないが、アニメでは白い靴下を履いており、制服のスカート丈が短くなりイヤーマフを常用するなど容姿や服装が変更され、「君嶋」という姓が設定されている。スマートフォンに保存した新一の写真や、新一の髪の毛を大事に持ち歩くなど独自の描写がされ、ミツオから「ストーカー」と形容される一幕も描かれたが、基本的には原作と同じ役回りを演じる。原作では加奈が外出していたため新一と固定電話での連絡が取れず、最期を迎える展開となっていたが、自分の超能力を試すために敢えてスマートフォンを部屋に置いていく描写に改められている。また、原作では最期までミギーの存在を知ることはなかったが、本作では今際の際にミギーの姿を目にしている。
立川 裕子（たちかわ ゆうこ）
声 - 安野希世乃
原作では物語中盤において島田秀雄の同級生として合計3話のみ登場する人物であったが、本作では第1話からレギュラーキャラクターとして登場している。容姿や、美術部員で兄が警察官などの設定は原作を踏襲しつつも、「立川」という姓の、新一の同級生という設定に変更されており、島田秀雄とは学級が異なっている。
里美の幼馴染という設定になり、新一と里美の間柄を取り持とうとする。アキホからは、里美と共に新一に好意を寄せる恋敵の一人として認識されていたが、裕子自身は慌てて否定している。転校してきた島田秀雄の観察を続けているうちに正体を悟り、そのことを問いただそうとして襲われ、薬品の入った瓶を投げつけて島田から逃げるという役回りは原作同様だが、本作では島田に異性としての好意を抱いたために観察を始めたという経緯が描かれている。原作では逃れた後の様子は語られていないが、本作では最終話まで登場し、学校に登校して新一や里美と会話を交わす様子が描かれている。
鈴木 アキホ（すずき アキホ）
声 - 前田玲奈
新一の同級生。本作のオリジナルキャラクター。明るい性格で、そばかすのあるポニーテールの女子高校生。新一に密かな想いを寄せているが、彼には気づかれていない。第8話では里美との仲を深める新一を半ば諦めており、転校してきた島田秀雄に好意を抱いた。その他にも、原作において端役であった複数の生徒たちの台詞を担う描写がされている。
長井 和輝（ながい かずき）
声 - 浜添伸也
新一の同級生の不良少年。里美に想いを寄せており、彼女と仲の良い新一に喧嘩で決闘を申し込むが、ミギーの反撃を受けて逃げ出す。後にミツオの所属する他校の不良グループに叩きのめされたところを新一に助けられるが、後に新一が里美を人質に取られてミツオに叩きのめされていた際には、仲間を引き連れて助太刀する。その後も新一の同級生として登場しており、パラサイト・島田秀雄が転校してきた際には、新一との会話に割り込もうとして島田に殴られている。最終話では、高校卒業後はアキホに言い寄っていることが言及されている。
原作では第4話に、「古谷」という名の同級生が里美に横恋慕して新一に決闘を挑む場面が、原作第10話には「長井」という同姓の同級生と光夫のエピソードが、原作第18話には島田に殴られる上級生のエピソードがあり、原作において端役であった複数の生徒の役割を担っている。なお本作には古谷タク（声 - 榎木淳弥）という名の新一の同級生が登場しているが、原作の古谷とは容姿も役回りも異なっている。
ミツオ
声 - KENN
第5話から第12話にかけて登場。隣町の不良少年。原作では「光夫」という名前で表記されていた人物だが、本作では漢字ではなくカタカナで役名が表記されている。原作では大柄の典型的な昭和の不良生徒風であった外見は、痩せていてニット帽を被った茶髪の若者という容姿に変更されており、学生であるのか否かは曖昧に描写されている。西高の生徒に囲まれた際には多勢に怯まず向かっていくなど、独自の描写もあるものの、基本的には原作の光夫と同じ役回りを演じる。

#### 新一とミギーの事情を知った者
宇田 守
声 - 鈴木琢磨
第7話、第14話、最終話に登場。パラサイトに寄生されながらも脳が残っている人物。概ね原作に準じた描写がされている。原作では斜線で表現されていた頬の赤みの表現は、赤丸ほっぺとして表現されている。原作では公衆電話を用いて新一と連絡を取り合っていた描写から折り畳み式の携帯電話（フィーチャーフォン）を介するように変更されているが、原作同様、パラサイト同士の信号を用いて新一と近距離通信を行う様子も描写されている。
ジョー
声 - 村瀬歩
第7話、第14話、最終話に登場。宇田の下顎に寄生しているパラサイト。原作のカラーページにおいては瞳の色は黒茶であったが、本作では鮮やかな緑色となっている。
倉森 志郎（くらもり しろう）
声 - 二又一成
第13話から第17話にかけて登場。興信所の調査員。「志郎」という名が設定された。概ね原作に沿った描写がされているが、原作では写真フィルム式のスチルカメラを所持していたのに対し、デジタルカメラ式のカムコーダを用いて新一を付け回す描写となっている。

#### 警察・自衛隊の関係者
平間
声 - 鈴木琢磨
第12話から第21話にかけて登場。パラサイトたちが引き起こした事件を追う刑事。原作に準じた描写がされている。
山岸
声 - 小山力也
第19話から第21話にかけて登場。広川勢力の掃討作戦を指揮する人物。原作では自衛隊の作戦指揮官、2014年および2015年の実写映画版では警察の特殊部隊の隊長という設定であったが、本作では山岸が指揮する武装集団は自衛隊とも警察とも説明されず、山岸の所属や階級は曖昧にされている。また、外見が変更され、額に向こう傷のような傷跡がある容姿となっている。
浦上
声 - 吉野裕行
人間の殺人鬼。第1話にも登場し、快楽殺人にふける最中、パラサイトの卵と思わしき物体が空から飛来するのを目撃する姿が描かれている。第18話から最終話にかけては原作に沿った形で登場している。最終話で被っている帽子に書かれたロゴは、サブタイトルでもある「格率」を意味するドイツ語「MAXIME」に変更されている。

#### その他の人間
真樹子
声 - 芹澤優
第6話から第7話にかけて登場。新一が旅先で出会う少女。乗り合わせた船の中で出会い民宿で再会し、その後新一が劇中で初めて超人的な身体能力を発揮する場面に立ち会うという骨子は原作に準じているが、新一と出会う経緯や、家族の描写は削られている。着ているセーラー服は原作では夏服だが、本作では冬服。
美津代
声 - 藤生聖子
第22話から第23話にかけて登場。後藤との対決によってミギーを失い、負傷して山中を徘徊していた新一を数日間自宅に匿う老人女性。自分の過去を語る描写の一部や、新一から超人的な身体能力を明かされる場面などが省略されているものの、概ね原作に準じた描写がされている。

#### パラサイトとそれに与する者
田宮 良子 / 田村 玲子
声 - 田中敦子
第2話から第18話にかけて登場。高校教師として赴任してきたパラサイト。本作では妊娠してから年単位の時間が経過した描写がされていないものの、人間の赤子を出産し、おおむね原作に準じた描写がされている。第4話に登場した田宮良子の母親の声は藤生聖子が演じている。
パラサイト犬
声 - Velo武田
第1話に登場。新一が初めて遭遇したパラサイト。原作では単に「イヌ」と呼ばれていたが、「パラサイト犬」という役名が設定された。原作では首輪をつけていない中型犬として描かれていたが、外見が変更され、ドッグウェアを着せられたコーギーのような小型犬として描かれている。役回りや台詞は原作を踏襲している。
B
声 - 奈良徹
第2話に登場。原作で新一が初めて遭遇する、人間に寄生したパラサイトに相当する。ただし劇中でそのように呼ばれることはなく、由来も不明。容姿は大きく変更されているが役回りや台詞は原作と同様。
A
声 - 保村真
第2話から第4話にかけて登場。田宮良子の仲間のパラサイト。第2話では、原作第3話冒頭に登場したサラリーマン風の外見をしたパラサイト（声 - 相沢まさき）も「A」であったとされている。一方で原作第4話の、檻から脱走したライオンと戦うエピソードは削られている。田宮良子によって新一やミギーと引き合わされてからは原作に沿った描写となっているが、第4話では、田宮良子に誘い出されて最期を遂げる経緯が具体的に描かれている。
島田 秀雄
声 - 石田彰
第8話から第10話にかけて登場。田宮良子が新一の学校に送り込んだパラサイト。一人称は「ぼく」。アキホからは「ヒデ」というニックネームで呼ばれる。原作では新一の上級生であったが、同学年で里美の同級生という設定に変更された。裕子から投げつけられた薬品は、原作では硫酸のような強酸性の液体であったと言及されているが、本作では同年の実写映画版と同様、油彩剥離剤になっている。
広川 剛志
声 - 水島裕
第9話から第21話にかけて登場。生身の人間でありながらパラサイトに与する政治家。原作同様の役回りを演じるが、髪型などの容姿は原作から変更され、彼が人間を「寄生獣」であると糾弾する最期の演説は、中継モニターを介して新一たちも聴いていたという描写になっている。
後藤
声 - 井上和彦
第11話から第23話にかけて登場。広川勢力に所属する、頭部と四肢に5体が融合したパラサイト。原作と比べて、口元にほうれい線が入り、やや老けた顔立ちに変更されている。第23話で後藤に致命傷を負わせた産業廃棄物に付着していた毒物は、原作では有機塩素化合物（＝ダイオキシン類）、2015年の実写映画版では放射性物質だが、本作ではシアン化水素（青酸）に設定されている。
三木
声 - 浪川大輔
第15話から第16話にかけて登場。後藤の右腕を構成するパラサイト。表情豊かなパラサイトであるという設定や、新一やミギーと戦う際に後藤の前座を務めるという役回りは原作通りだが、他のパラサイトとの会話内容が削られ、表情が豊かな理由の説明などが語られていない。
草野
声 - 青柳尊哉
第11話から第17話にかけて登場。広川勢力に所属するパラサイト。「田村玲子」と仲間割れを起こして戦いを挑む役回りは原作同様だが、その際などに行動を共にしているパラサイトの男女は、前澤（声 - 鈴木琢磨）、氷川（声 - 大本眞基子）という名前が設定された。原作同様に「田村玲子」に敗北するものの、原作では仲間と分断されて各個撃破されるのに対し、テレビアニメ版では相手の手の内の一部始終を目撃しながらも、その作戦を理解できずに敗北するという経緯となっている。

### スタッフ
- 原作 - 岩明均（講談社「アフタヌーン」所載）
- 監督 - 清水健一
- 監督補佐 - 山城智恵、川村賢一（10話、13話、16話、22話）
- プロデューサー - 中谷敏夫、稲毛弘之、桐本篤、大島由香、塩入聡太、深田大介
- シリーズ構成 - 米村正二
- キャラクターデザイン - 平松禎史
- サブキャラクターデザイン・総作画監督 - 小丸敏之
- プロップデザイン - 垪和等
- アニメーションディレクター - 垪和等、菅野芳弘、Yang Byung-Gil、水谷正之
- 美術監督 - 赤井文尚
- 色彩設計 - 橋本賢
- 撮影監督 - 伏原あかね
- CG監督 - 福士直也
- 編集 - 木村佳史子
- 音響監督 - 山田知明
- 音響効果 - 和田俊也
- 音楽 - Ken Arai
- 音楽プロデューサー - 千石一成
- アニメーションプロデューサー - 林雅紀
- アニメーション制作 - MADHOUSE
- 製作著作 - 日本テレビ、バップ、フォアキャスト・コミュニケーションズ

### 主題歌
「Let Me Hear」
Fear, and Loathing in Las Vegasによるオープニングテーマ。
「IT'S THE RIGHT TIME」
三浦大知によるエンディングテーマ。

### 各話リスト（アニメ）
原作とはサブタイトルが異なる。第1話から第21話までのサブタイトルは文学作品のタイトルから採られている。
| 話数        | サブタイトル         | 脚本     | 絵コンテ   | 演出            | 作画監督                                             | 放送日時       |
| ----------- | -------------------- | -------- | ---------- | --------------- | ---------------------------------------------------- | -------------- |
| stage:1     | 変身                 | 米村正二 | 清水健一   | 山城智恵        | 平松禎史                                             | 2014年 10月8日 |
| stage:2     | 肉体の悪魔           | 米村正二 | 清水健一   | 葛谷直行        | 吉田徹、垪和等                                       | 10月15日       |
| stage:3     | 饗宴                 | 藤田伸三 | 澤井幸次   | 澤井幸次        | 嶋謙一                                               | 10月22日       |
| stage:4     | みだれ髪             | 米村正二 | 佐藤雄三   | 石田暢          | 芦谷耕平                                             | 10月29日       |
| stage:5     | 異邦人               | 米村正二 | 高橋亨     | 又野弘道        | 山崎展義                                             | 11月5日        |
| stage:6     | 日はまた昇る         | 米村正二 | 青山弘     | 山城智恵        | 櫻井邦彦                                             | 11月12日       |
| stage:7     | 暗夜行路             | 藤田伸三 | 細川ヒデキ | 稲葉友紀        | Kim Bong Duck さゆみれい、原田理恵                   | 11月19日       |
| stage:8     | 氷点                 | 米村正二 | 澤井幸次   | 澤井幸次        | 嶋謙一                                               | 11月26日       |
| stage:9     | 善悪の彼岸           | 藤田伸三 | 原博       | 川村賢一        | 芦谷耕平、垪和等                                     | 11月26日       |
| stage:10    | 発狂した宇宙         | 米村正二 | 三條なみみ | 白石道太        | 川村有希、川村幸紀 中小路佳毅、松下純子 窪敏、篠田章 | 12月3日        |
| stage:11    | 青い鳥               | 米村正二 | 宍戸淳     | 又野弘道        | 山崎展義                                             | 12月10日       |
| stage:12    | こころ               | 米村正二 | 清水健一   | 山城智恵        | 櫻井邦彦                                             | 12月24日       |
| stage:13    | 悲しみよこんにちは   | 藤田伸三 | 佐山聖子   | 葛谷直行        | 原田峰文、崎口さおり 上原史也、窪敏                  | 2015年 1月7日  |
| stage:14    | 利己的な遺伝子       | 米村正二 | 澤井幸次   | 澤井幸次        | 嶋謙一                                               | 1月14日        |
| stage:15    | 何かが道をやって来る | 藤田伸三 | 青山弘     | 石田暢 川村賢一 | 垪和等、芦谷耕平                                     | 1月21日        |
| stage:16    | 幸福な家庭           | 米村正二 | 三條なみみ | 稲葉友紀        | 原田理恵、牙威格斗 LIM SEUNG BONG                    | 1月28日        |
| stage:17    | 瀕死の探偵           | 藤田伸三 | 澤井幸次   | 又野弘道        | 山崎展義                                             | 2月4日         |
| stage:18    | 人間以上             | 米村正二 | 佐山聖子   | 山城智恵        | 櫻井邦彦                                             | 2月11日        |
| stage:19    | 冷血                 | 米村正二 | 清水健一   | 白石道太        | 川村有希、松下純子 中小路佳毅、石井ゆみこ 木下由美子 | 2月18日        |
| stage:20    | 罪と罰               | 藤田伸三 | 清水健一   | 澤井幸次        | 嶋謙一                                               | 2月25日        |
| stage:21    | 性と聖               | 米村正二 | 清水健一   | 石田暢          | 芦谷耕平、垪和等                                     | 3月4日         |
| stage:22    | 静と醒               | 米村正二 | 三條なみみ | 葛谷直行        | 原田峰文                                             | 3月11日        |
| stage:23    | 生と誓               | 米村正二 | 佐藤雄三   | 又野弘道        | 山崎展義                                             | 3月18日        |
| final stage | 寄生獣               | 米村正二 | 佐山聖子   | 山城智恵        | 櫻井邦彦                                             | 3月25日        |

### 放送局
| 放送期間                                | 放送時間                                        | 放送局           | 対象地域   | 備考                                                                             |
| --------------------------------------- | ----------------------------------------------- | ---------------- | ---------- | -------------------------------------------------------------------------------- |
| 2014年10月9日 - 2015年3月26日           | 木曜 1:29 - 1:59（水曜深夜）                    | 日本テレビ       | 関東広域圏 | 製作局                                                                           |
| 2014年10月18日 -                        | 土曜 1:55 - 2:25（金曜深夜）                    | 鹿児島読売テレビ | 鹿児島県   |                                                                                  |
|                                         | 土曜 2:00 - 2:30（金曜深夜）                    | 札幌テレビ       | 北海道     |                                                                                  |
|                                         | 土曜 2:25 - 2:55（金曜深夜）                    | ミヤギテレビ     | 宮城県     |                                                                                  |
| 2014年10月21日 -                        | 火曜 1:59 - 2:29（月曜深夜）                    | 福岡放送         | 福岡県     |                                                                                  |
| 2014年10月22日 - 2015年4月8日           | 水曜 2:30 - 3:00（火曜深夜）                    | BS日テレ         | 日本全域   |                                                                                  |
| 2014年10月23日 -                        | 木曜 2:04 - 2:34（水曜深夜）                    | 静岡第一テレビ   | 静岡県     |                                                                                  |
| 2014年10月24日 -                        | 金曜 2:14 - 2:44（木曜深夜）                    | テレビ信州       | 長野県     |                                                                                  |
| 2014年10月25日 -                        | 土曜 2:55 - 3:25（金曜深夜）                    | 南海放送         | 愛媛県     |                                                                                  |
| 2014年11月2日 -                         | 日曜 2:05 - 2:35（土曜深夜）                    | 福島中央テレビ   | 福島県     |                                                                                  |
| 2014年11月4日 - 2015年5月5日            | 火曜 3:08 - 3:42（月曜深夜）                    | 読売テレビ       | 近畿広域圏 | 『MANPA』第3部                                                                   |
| 2014年11月6日 -                         | 木曜 1:59 - 2:29（水曜深夜）                    | 広島テレビ       | 広島県     |                                                                                  |
| 2014年11月23日 -                        | 日曜 1:39 - 2:09（土曜深夜）                    | 長崎国際テレビ   | 長崎県     |                                                                                  |
| 2014年12月8日 -                         | 月曜 1:20 - 1:50（日曜深夜）                    | テレビ大分       | 大分県     |                                                                                  |
| 2015年1月31日 -                         | 土曜 1:30 - 2:00（金曜深夜）                    | 日テレプラス     | 日本全域   | リピートあり                                                                     |
| 2016年6月17日 - 9月30日 2016年10月9日 - | 土曜 0:00 - 0:30（金曜深夜） 日曜 23:30 - 24:00 | チバテレビ       | 千葉県     | 独立局 千葉県内では実質再放送 stage:16まで金曜深夜、stage:17以降は日曜深夜に放送 |

| 配信期間         | 配信時間                   | 配信サイト         | 備考                             |
| ---------------- | -------------------------- | ------------------ | -------------------------------- |
| 2014年10月9日 -  | 木曜 0:00（水曜深夜） 更新 | 日テレオンデマンド |                                  |
|                  |                            | Hulu               |                                  |
|                  | 木曜 23:00 - 23:30         | ニコニコ生放送     |                                  |
|                  | 木曜 23:30 更新            | ニコニコチャンネル | 第2話以降無料期間なし            |
| 2014年10月10日 - | 金曜 0:00（木曜深夜） 更新 | GYAO!              |                                  |
|                  | 金曜 12:00 更新            | バンダイチャンネル |                                  |
|                  |                            | dアニメストア      | 見放題サービス利用者は全話見放題 |

### BD-BOX / DVD-BOX
| 巻 | 発売日        | 収録話          | 規格品番   | 規格品番   | 規格品番 |
| 巻 | 発売日        | 収録話          | BD         | DVD        |          |
| -- | ------------- | --------------- | ---------- | ---------- | -------- |
| I  | 2015年3月18日 | 第1話 - 第12話  | VPXY-72950 | VPBY-29918 |          |
| II | 2015年7月22日 | 第13話 - 第24話 | VPXY-72955 | VPBY-29921 |          |

## 映画
2部構成の実写映画作品として第1部が『寄生獣』のタイトルで2014年に公開され、第2部『寄生獣 完結編』が2015年に公開された。監督・山崎貴により、主演の染谷将太が新一を演じ、画面上はCGで表現されるミギーの声とパフォーマンスキャプチャーとして阿部サダヲ、そのほか主要キャストとして深津絵里、橋本愛らが出演した。脚本は山崎と古沢良太の共同により、原作にあったモチーフを強調する形で設定を変更し、一部の人物を省き、時代設定を公開当時の現代に合わせるなどのアレンジが行われた。
製作に至るまでにはハリウッドのニュー・ライン・シネマが映画化権を10年近くにわたり保持していたが、製作されないまま契約期間が終了し、その直後より日本国内数十社による争奪戦の末東宝が権利を獲得し映画化された。第1部公開後、島田秀雄を演じた東出昌大が『クローズEXPLODE』の演技と合わせ日刊スポーツ映画大賞・石原裕次郎新人賞を受賞している。

## ドラマ
2024年より、Netflixオリジナルの韓国ドラマとして、『寄生獣 -ザ・グレイ-』が放映された。
完全オリジナル・ストーリーであり、日本と同様に、無数の寄生生物が韓国に舞い落ちたところから物語は始まるが、その直後に寄生生物がイベント会場で無差別殺傷事件を起こしたことから、当初から政府に寄生生物の存在が知られることになり、対策組織「グレイ」が設立されたことが原作と大きく異なる点となっている。
主人公はスーパーの店員をしている20代の女性で、犯罪者に刺されて瀕死のところを寄生生物に寄生される。脳を奪われなかった、頭部が変形するという「変異種」として、人間からも寄生生物からも狙われることになる。

## ムービーコミック
原作漫画にセリフ・サウンドを加えたもの。2014年11月20日よりNTTドコモの動画配信サービス「dビデオ powered by BeeTV」にて配信。第2話以降は毎週月曜日更新。全35話。なお主題歌はテレビアニメ版のエンディングテーマ「IT’S THE RIGHT TIME」を使用する。

### キャスト
- 泉新一 - 酒井広大
- ミギー - 太田陽湖
- 村野里美 - 奈波果林
- 泉一之 - 山本兼平
- 泉信子 - 笠原あきら
- 島田秀雄 - 亀山雄慈
- 早瀬真樹子 - 勝亦里佳

### スタッフ（ムービーコミック）
- 原作 - 岩明均（講談社刊）
- 演出 - 石川孝樹
- プロデューサー - 内部健太郎、龍貴大、須藤洋子
- ナレーション - 山本兼平
- 制作 - THE EINS
- 製作 - BeeTV

### 各話リスト（ムービーコミック）
各話サブタイトルは原作漫画と同一。

## 関連書籍
- リチャード・ドーキンス『利己的な遺伝子』（紀伊國屋書店、1991年）、ISBN 4-314-00556-4
  - 『寄生獣』作品中、田村玲子が大学で学ぶ講義で言及される他、中盤以降の背景に置かれている。
- パラサイト博物誌編集部『寄生獣の秘密』（データハウス、1994年）、ISBN 4-88718-236-8
  - 『寄生獣』をテーマとした研究本。
- 『ぱふ』1995年3月号
  - 著者インタビュー
- 佐倉統『生命をめぐる冒険 進化・ミーム・コンピュータ』（河出書房新社、1998年）、ISBN 4-309-25095-5
  - 『寄生獣』論から人工生命や情報などのテーマを説き起こした論考。
- 熊田一雄『“男らしさ”という病？ ポップ・カルチャーの新・男性学』（風媒社、2005年）、ISBN 4-8331-1067-9
  - 『寄生獣』が読者に強烈な衝撃を与える背景を社会学的に考察した論考が収録されている。
- 『現代思想 2006年12月号』（青土社）、ISBN 4-7917-1157-2
  - 杉田俊介「自立と倫理・カントとともにある『寄生獣』、『寄生獣』によるカント」 p152 - p170
- ハッピーライフ研究会『寄生獣 パラサイト研究報告書』 （メディアソフト、2014年、ムック仕様）、ISBN 978-4-86425-615-5
  - 作品に隠された多くの謎やメッセージの読み解き。
- 『ユリイカ 2015年1月臨時増刊号 総特集◎岩明均』（青土社、2014年12月）、ISBN 978-4-7917-0281-7
  - 岩明均作品の総特集。
- 前田正志『寄生獣ミギー 悪魔の言葉 100の名言』（講談社、2015年）、ISBN 978-4-06-364966-6
  - メインキャラクター「ミギー」の名言をまとめる。

## フィギュア
『月刊アフタヌーン』2003年5月号では、ミギーのフィギュアが付録化された。その後、同誌では2014年の映画公開に合わせ、2014年12月号（2014年10月25日発売）にて再びフィギュアの付録を予告していたが、フィギュアの一部に不具合があったため、直前になって本誌の発売そのものが中止。本誌自体は10月30日に付録抜きで発売されたが、フィギュアはお蔵入りとなった。
2014年にはタカラトミーアーツより、ミギーのソフトビニール製のフィギュアやぬいぐるみが発売されている。
2015年には『「新装版」刊行記念！』と題して新装版の1 - 10巻を購入して帯の応募券を葉書に貼って送ると海洋堂謹製のミギーフィギュアが1000名に当たる（全員サービスではない）プレゼントキャンペーンが行われた。